# William Shakespeare
William Shakespeare (/ˈʃeɪkspɪər/; Stratford-upon-Avon, 23 aprile 1564 – Stratford-upon-Avon, 23 aprile 1616) è stato un drammaturgo e poeta inglese, considerato il più importante scrittore inglese e generalmente ritenuto il più eminente drammaturgo della cultura occidentale.

Firma di William Shakespeare

È considerato il poeta più rappresentativo del popolo inglese e soprannominato il "Bardo dell'Avon" (o semplicemente "Il Bardo") oppure il "Cigno dell'Avon"; delle sue opere sono stati ritrovati, incluse alcune collaborazioni, 38 testi teatrali, 154 sonetti, tre poemi e una serie di altre opere in versi. Le sue opere teatrali sono state tradotte in tutte le maggiori lingue del mondo e sono state inscenate più spesso di qualsiasi altra opera; inoltre è lo scrittore maggiormente citato nella storia della letteratura inglese e molte delle sue espressioni linguistiche sono entrate nell'inglese quotidiano.
Nonostante la cronologia esatta delle sue opere sia ancora al centro di numerosi dibattiti, così come la paternità di alcune di esse, è possibile collocare con sufficiente certezza l'epoca di composizione della maggior parte dei suoi lavori nei circa venticinque anni compresi tra il 1588 e il 1613. Capace di eccellere sia nella tragedia sia nella commedia, fu in grado di coniugare il gusto popolare della sua epoca con una complessa caratterizzazione dei personaggi, una poetica raffinata e una notevole profondità filosofica.
Benché fosse già popolare in vita, divenne immensamente famoso dopo la sua morte e i suoi lavori furono esaltati e celebrati da numerosi e importanti personaggi nei secoli seguenti. La scarsità di documenti pervenutici riguardanti la sua vita privata ha fatto sorgere numerose congetture riguardo al suo aspetto fisico, alla sua sessualità, al suo credo religioso e persino all'attribuzione delle sue opere. Gli è stato dedicato un asteroide: 2985 Shakespeare.

## Biografia

### Le origini

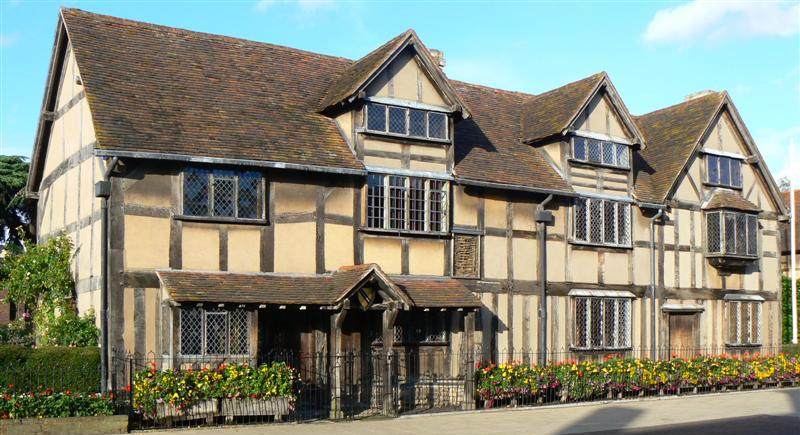
La presunta casa natale di Shakespeare a Stratford

Shakespeare visse a cavallo fra il XVI e il XVII secolo, un periodo in cui si stava realizzando il passaggio dalla società medievale al mondo moderno. Nel 1558 sul trono del regno era salita Elisabetta I d'Inghilterra, inaugurando in questo modo un periodo di fioritura artistica e culturale che da lei prese il nome. Il padre di William, John, si trasferì, alla metà del Cinquecento, da Snitterfield a Stratford-upon-Avon, dove divenne guantaio e conciatore.
John compare per la prima volta nelle documentazioni storiche nel 1552. Un documento ci informa che John Shakespeare aveva in affitto un'ala di quella che sarebbe poi diventata famosa come la casa natale del poeta, situata a Henley Street. Nel 1556 John accrebbe le sue proprietà, acquistando una proprietà fondiaria e l'altra ala della casa natale, che a quel tempo era una struttura separata.
John prese in moglie Mary Arden, figlia del ricco agricoltore Robert Arden. Mary era la figlia minore, tuttavia era probabilmente la prediletta del padre visto che quando questi morì, verso la fine del 1556, le lasciò la sua tenuta e il raccolto della sua terra. Il matrimonio avvenne tra il novembre del 1556, mese in cui fu redatto il testamento di Robert Arden, e il settembre del 1558, mese in cui nacque la prima figlia.
A partire dall'autunno del 1558, iniziò la carriera politica di John Shakespeare: prestò giuramento come uno dei quattro connestabili. Dal 1565 fu aldermanno, cioè un componente della giunta municipale di Stratford; nel 1568 ricoprì per un anno la carica più importante della città, quella di balivo. Raggiunto il massimo riconoscimento cittadino, decise di rivolgersi al Collegio degli araldisti per ricevere uno stemma, ma non riuscì a ottenerlo. Tra il 1570 e il 1590, John Shakespeare, oppresso dai debiti, ebbe problemi di natura finanziaria, che portarono alla fine della sua carriera pubblica e alla vendita di alcuni possedimenti.

### La giovinezza a Stratford

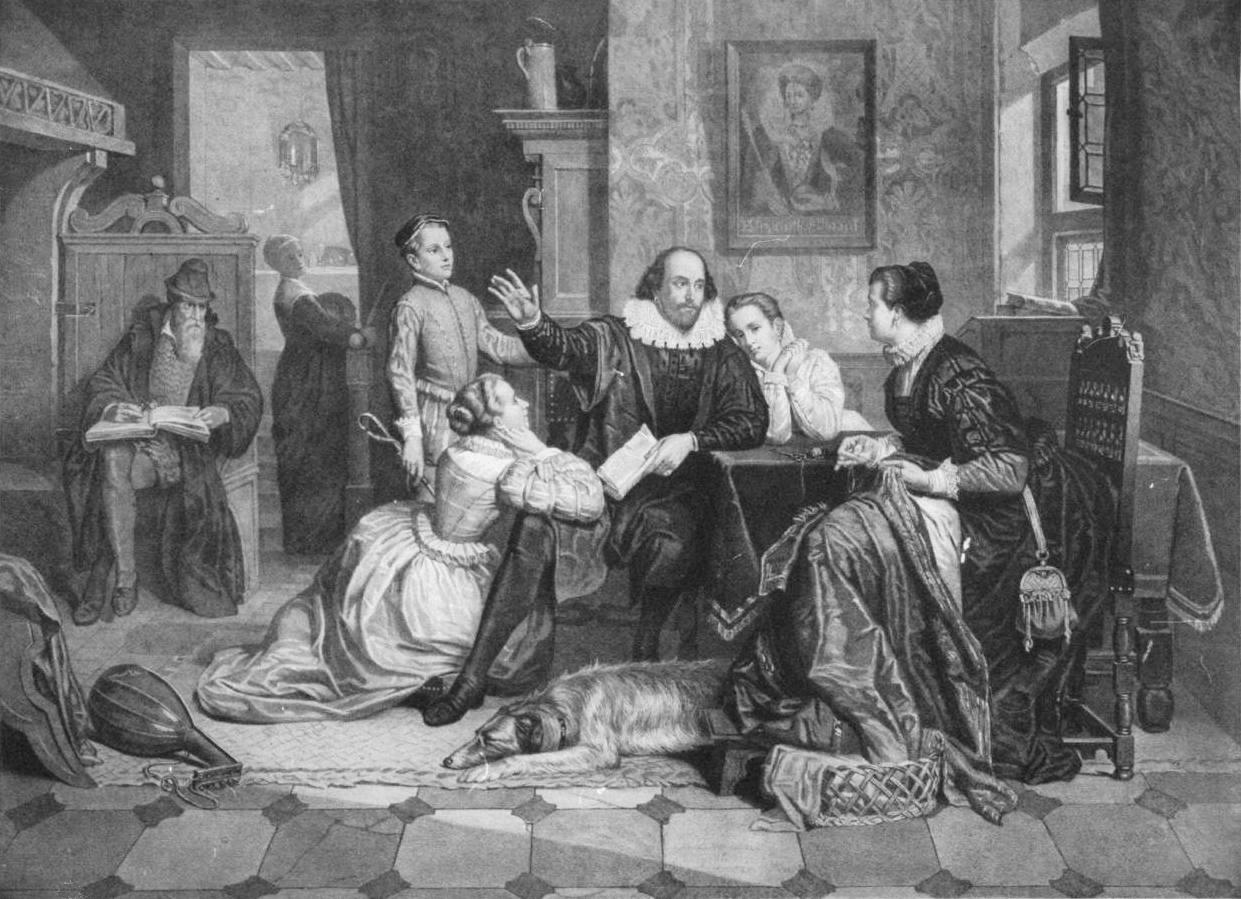
La famiglia di Shakespeare in un'illustrazione del 1890: William recita l'Amleto, Anne è seduta sulla destra, Hamnet è in piedi, mentre da sinistra Judith e Susannah lo ascoltano

La data di battesimo di William Shakespeare a Stratford-upon-Avon risulta essere il 26 aprile 1564; la trascrizione nel registro parrocchiale riporta: Gulielmus, filius Johannes Shakespeare. Non è documentata la data di nascita, che tradizionalmente si suppone sia avvenuta tre giorni prima, il 23 aprile, giorno in cui si festeggia San Giorgio, patrono dell'Inghilterra. William fu il terzo di otto figli. Nell'estate del 1564 la peste colpì Stratford, ma risparmiò gli Shakespeare.
Sebbene nei registri scolastici di quel periodo non compaia il suo nome, per alcuni biografi Shakespeare frequentò la King's New School, istituto gratuito per i maschi della cittadina, dedicato a Edoardo VI e fondato dalla Gilda della Santa Croce, distante circa 400 metri dalla sua casa; lì avrebbe avuto modo di apprendere il latino e i classici della letteratura, e di essere forse sottoposto a frequenti punizioni corporali. Le lezioni erano impartite sei giorni alla settimana, cominciavano alle sei o alle sette di mattina e continuavano fino alle undici; dopo la sosta per il pranzo riprendevano all'una per poi concludersi alle sei di sera. Non risulta nessuna sua eventuale formazione universitaria.
È probabile che William abbia lavorato come apprendista nel negozio del padre; è stato messo in rilievo come Shakespeare abbia fatto riferimento a svariati tipi di pelle e ad altre conoscenze tipiche dei conciatori. Il 27 novembre 1582, a diciotto anni, William sposò a Stratford Anne Hathaway, di otto anni più grande. Considerata la data di nascita della prima figlia, il matrimonio, testimoniato da Fulk Sandalls e John Richardson, fu forse affrettato dalla gravidanza della sposa.
Il 26 maggio 1583 la prima figlia di Shakespeare, Susannah, fu battezzata a Stratford. Due anni dopo, il 2 febbraio 1585, furono battezzati due gemelli: un maschio, Hamnet, e una femmina, Judith. Gli Shakespeare chiamarono i figli come i loro vicini e inseparabili amici, Hamnet e Judith Sadler. Quando nel 1598 Judith e Hamnet Sadler ebbero un figlio, lo chiamarono William.
Hamnet era una variante morfologica, consueta a quel tempo, di Hamlet, ed è stato supposto che per il nome del bambino si sia ispirato a quello del protagonista dell'opera omonima, benché il nome Hamnet o Hamlet fosse a quei tempi piuttosto comune. La figlia di Susannah e di John Hall, Elizabeth, sarà l'ultima discendente della famiglia.

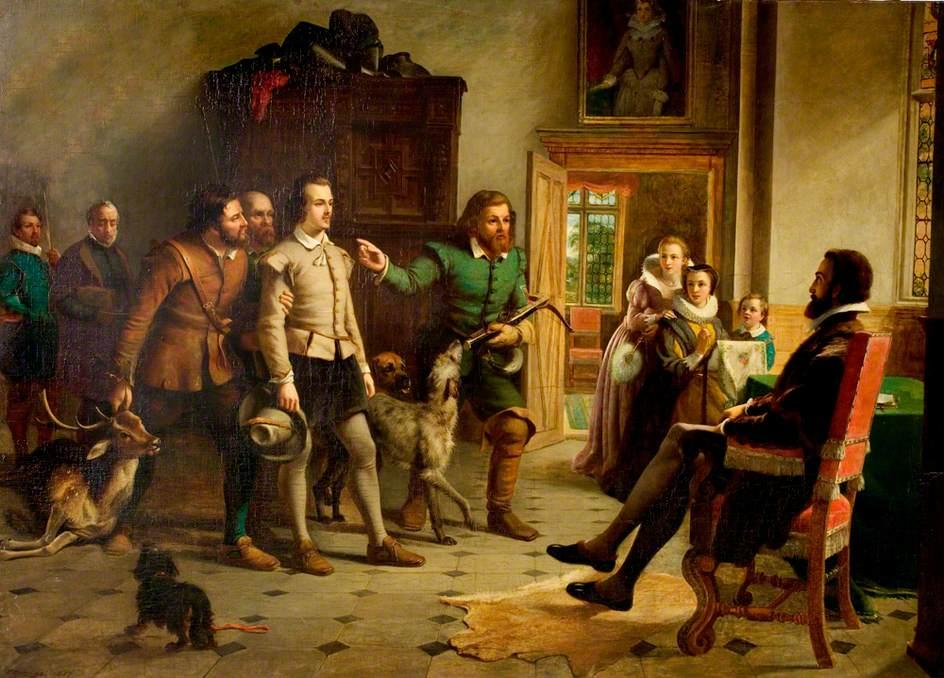
Shakespeare Before Thomas Lucy, un'illustrazione di un aneddoto sul poeta

### Gli anni perduti
Tra il battesimo dei due gemelli e la sua comparsa sulla scena letteraria inglese, non vi sono documenti relativi alla vita di Shakespeare; per questo motivo, il periodo che va dal 1585 al 1592 è definito dagli studiosi come "lost years" (anni perduti). Il tentativo di spiegare questo periodo ha dato vita a numerose supposizioni e fantasie; spesso nessuna prova suffraga queste storie se non le dicerie raccolte dopo la morte del drammaturgo. Nicholas Rowe, il primo biografo di Shakespeare, riporta una leggenda di Stratford secondo la quale Shakespeare abbandonò la città, rifugiandosi a Londra, per sfuggire a un processo causato dalla caccia di frodo di un cervo di Thomas Lucy, un signorotto locale. Un altro racconto del XVIII secolo riporta che Shakespeare cominciò la sua carriera teatrale badando ai cavalli dei clienti dei teatri di Londra.
John Aubrey riportò che Shakespeare divenne un insegnante di campagna pur non presentando nessuna prova a sostegno di questa ipotesi. Alcuni studiosi hanno suggerito la possibilità che Shakespeare sia stato assunto come tutore da Alexander Hoghton di Lancashire, un proprietario terriero cattolico che cita un certo "William Shakeshafte" nel suo testamento del 1581. Tuttavia non si hanno prove che qualche membro della famiglia del poeta usò mai la variante "Shakeshafte". È stato ipotizzato che Shakespeare abbia cominciato la sua carriera teatrale unendosi a una delle tante compagnie che visitavano Stratford annualmente. Nella stagione 1583-84 tre compagnie visitarono Stratford, nella stagione 1586-87 ben cinque, tra cui quella della regina, quella di Essex e quella di Leicester.

### La comparsa a Londra e i primi successi

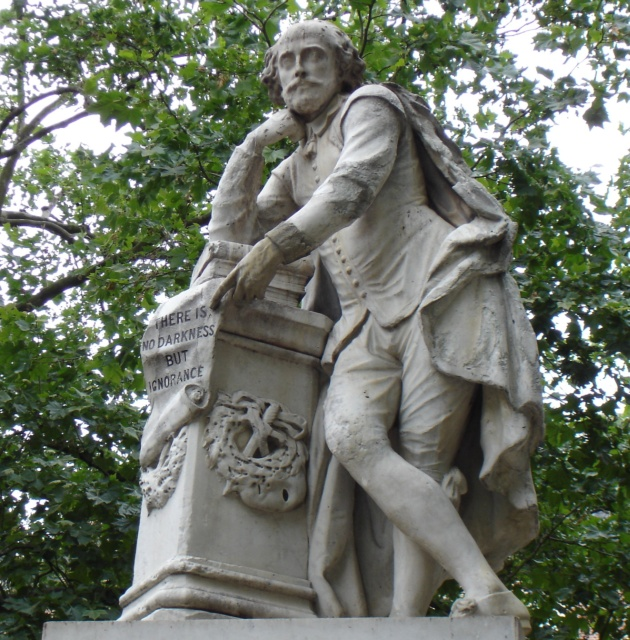
La statua di Shakespeare a Leicester Square, Londra, opera di Giovanni Fontana del 1874

Diversi documenti del 1592 ci informano del successo di Shakespeare in ambito teatrale: sappiamo che sue opere sono già state rappresentate dalle compagnie dei conti di Derby, di Pembroke e del Sussex; si ha notizia, inoltre, della rappresentazione del 3 marzo 1592 della prima parte dell'Enrico VI. La fama delle opere di Shakespeare era probabilmente in ascesa, tanto da attirarsi le gelosie dei colleghi più anziani; proprio in quest'anno, dopo la registrazione del 20 settembre nello Stationers' Register, fu pubblicato postumo un opuscolo di Robert Greene con la celebre invettiva che sembrerebbe rivolta a Shakespeare:
(Robert Greene, Groatsworth of Wit)
Greene era uno scrittore dalla personalità focosa che entrò in contrasto col letterato John Florio e che nel Groatsworth criticò anche Marlowe e Nashe. Henry Chettle, il curatore che aveva preparato per le stampe il manoscritto del Groatsworth, sentì il bisogno, mesi dopo, di prendere le distanze da Greene nella prefazione alla sua opera Kind-Heart's Dream (Sogno di cuor gentile); nel passo in questione, sul quale gli studiosi hanno spesso speculato dal momento che tramanda il carattere di Shakespeare, Chettle si dispiace di non averlo risparmiato, apprezzando la "rettitudine della sua condotta, che attesta della sua onestà, e della sua grazia arguta nello scrivere, che depone bene sulla sua arte".

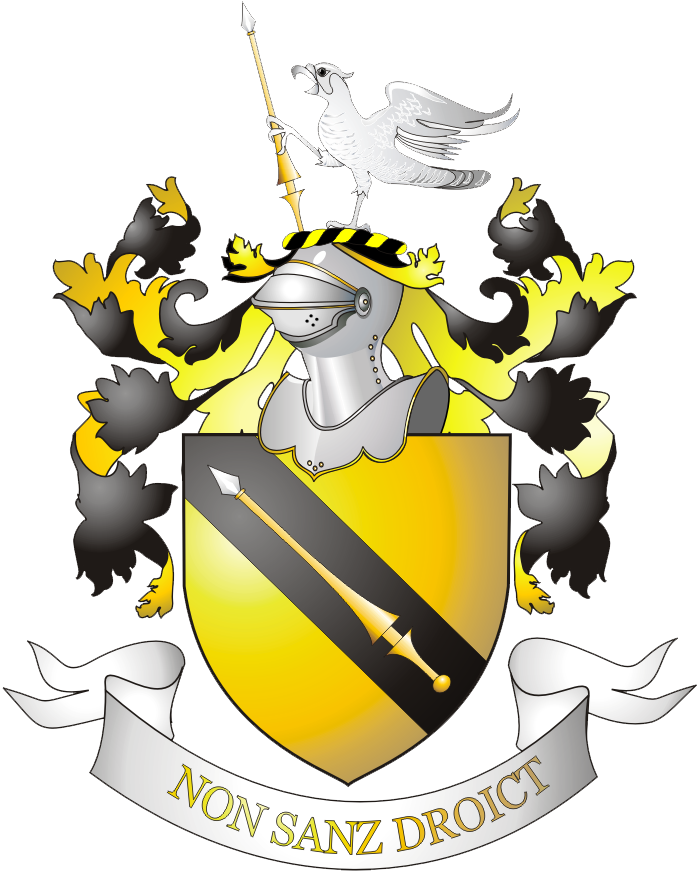
Lo stemma della famiglia Shakespeare

Negli anni 1593-94, a causa di un'epidemia di peste, i teatri inglesi rimasero chiusi; Shakespeare, in questo periodo, pubblicò due poemetti, Venere e Adone e Il ratto di Lucrezia. Il primo, stampato nel 1593, è dedicato a Henry Wriothesley, III conte di Southampton, all'epoca diciannovenne. Sono state fatte molte speculazioni intorno alla relazione tra Shakespeare e Southampton - alcuni critici lo identificano come il misterioso "W.H." destinatario dei sonetti. Il volume ebbe molto successo ed ebbe numerose ristampe. Il successo dell'opera è testimoniato anche da un'opera teatrale, stampata nel 1606 ma di qualche anno precedente, The Return from Parnassus, rappresentata all'inizio del XVII secolo dagli studenti del St John's College di Cambridge. The Return from Parnassus è la seconda di un ciclo di tre opere teatrali; al suo interno, un personaggio dice: 
(The Return from Parnassus, 1606)
Tuttavia questa citazione manifesta solo la popolarità che il Venere e Adone aveva raggiunto in quegli anni; infatti, sebbene alcuni critici abbiano interpretato questa frase come un apprezzamento dell'ambiente universitario nei confronti di Shakespeare, altri hanno sottolineato che il personaggio che fa questo elogio è uno stupido.
A supporto dell'ipotesi che Shakespeare non fosse visto di buon occhio dall'ambiente universitario, è possibile citare la terza e ultima parte del ciclo "Parnassus" degli studenti del St John's College, The Second Part of the Return from Parnassus; in questa, un personaggio che impersona William Kempe, parlando con un personaggio che impersona un altro membro della compagnia in cui si trovava Shakespeare, critica in maniera grossolana i drammaturghi con educazione universitaria e afferma che "il nostro compagno Shakespeare li ha tutti umiliati".
Nel 1594, Shakespeare dà alle stampe il suo secondo poemetto Il ratto di Lucrezia, anch'esso dedicato al conte di Southampton. Leggendo la dedica, la maggioranza degli studiosi sono d'accordo sull'accresciuta familiarità tra il poeta e il conte; tuttavia, la relazione tra i due resta di difficile interpretazione, dato che, escluse queste due dediche, Southampton non compare in nessun altro documento riguardante Shakespeare.

### I servi del Lord Ciambellano
Nell'autunno 1594 la peste terminò a Londra, e ciò permise la riapertura dei teatri; Shakespeare si unì alla compagnia teatrale chiamata The Lord Chamberlain's Men ("servi del Lord Ciambellano"), della quale facevano parte anche Richard Burbage e William Kempe. La prima notizia dell'esistenza della compagnia si ebbe nel giugno 1594, attraverso un documento del libro dei conti del tesoriere privato della regina, che riportava la notizia di una rappresentazione della compagnia presso il palazzo reale di Greenwich, il giorno di S. Stefano (26 dicembre) e il giorno degli Innocenti (28 dicembre), di fronte a Elisabetta I.

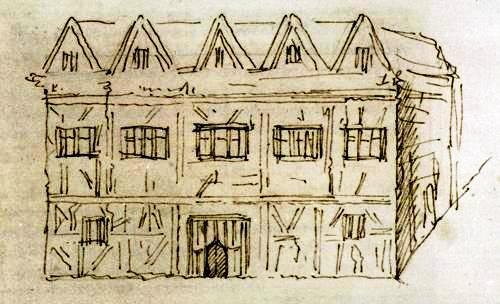
New Place, casa di Shakespeare, in un disegno di George Vertue

Nel 1596 morì l'unico figlio maschio, Hamnet, che fu sepolto a Stratford l'11 agosto. Nello stesso anno, John Shakespeare, grazie al successo avuto dal figlio, riuscì a ottenere il diritto di fregiarsi di uno stemma e del titolo di gentleman per sé e per i suoi discendenti, nonostante il suo prestigio e la sua fortuna fossero notevolmente ridotti rispetto ad alcuni anni prima; il motto scelto è Non sanz droict, "Non senza diritto".
Nel 1597 Shakespeare comprò da William Underhill per sessanta sterline una residenza a Stratford, New Place, composta da "due granai, due giardini, due frutteti, con annessi". La casa, la più grande di Stratford a quei tempi, era stata infatti costruita da un eminente cittadino della generazione precedente, Sir Hugh Clopton. L'acquisto testimonia i notevoli guadagni ottenuti da Shakespeare con l'attività teatrale.
Nel 1598 Shakespeare si trasferì nella diocesi di St. Helen's Bishopsgate. Nello stesso anno, Francis Meres pubblicò il Palladis Tamia, nel quale parlava di "un Ovidio risorto nel mellifluo Shakespeare", e aggiungeva che tra i drammaturghi inglesi era il migliore sia nella tragedia sia nella commedia, citando molti suoi titoli. Sempre nel 1598 il Bardo partecipò come attore alla rappresentazione di Every Man in his Humour di Ben Jonson, nella parte di Kno'well, un vecchio gentiluomo; nell'in-folio delle opere di Jonson del 1616, Shakespeare compariva infatti in cima alla lista degli attori.
Shakespeare divenne poi azionista dei The Lord Chamberlain's Men, acquisendo circa il 10% della compagnia la quale, soprattutto grazie a lui, era talmente popolare da far sì che, dopo la morte di Elisabetta I e l'incoronazione di Giacomo I (1603), il nuovo monarca la adottasse, e si fregiò così del titolo di King's Men ("Gli uomini del re"); in questa compagnia Shakespeare ricoprì anche il ruolo di amministratore, oltre a quelli di drammaturgo e attore. Vari documenti che registrano affari legali e transazioni economiche mostrano come la ricchezza di Shakespeare si fosse accresciuta molto nei suoi anni londinesi. Il 5 giugno 1607 sua figlia Susannah sposò il medico John Hall nella chiesa della Holy Trinity di Stratford.

### Il ritorno a Stratford

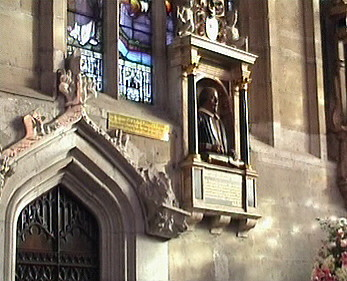
Il monumento funerario di Shakespeare

Intorno al 1611 si ritirò nella sua città natale, Stratford. L'11 settembre "Mr. Shakespeare" figura sulla lista dei contribuenti che devono pagare l'imposta per la manutenzione delle strade reali. In quello stesso anno firmò una petizione dei cittadini di Stratford che chiedeva alla Camera dei comuni di riparare le strade maestre. Il 3 febbraio 1612 fu sepolto Gilbert, un fratello di Shakespeare. A maggio Shakespeare fu convocato a Londra per testimoniare nella causa "Mountjoy-Bellott", che opponeva due fabbricanti di parrucche londinesi, Christopher Mountjoy e il genero Stephen Bellott. Gli atti del processo sono giunti fino a noi: al termine di quelli che contengono la deposizione di Shakespeare è presente la sua firma.
Agli inizi del 1613 morì l'ultimo fratello di Shakespeare, Richard: degli otto figli di John Shakespeare rimanevano solo William e la sorella Joan.
Nel mese di marzo Shakespeare acquistò una casa a Londra per 140 sterline (di cui 80 in contanti); era l'ex portineria dell'abbazia dei Frati Neri (Blackfriars), non lontano dall'omonimo teatro. A partire dal 1613 Shakespeare non produsse più alcunché. Nel novembre 1614 trascorse diverse settimane a Londra insieme al genero John Hall.
Il 10 febbraio 1616 sua figlia Judith sposò Thomas Quiney: quest'ultimo poco prima di sposarsi aveva messo incinta una ragazza di Stratford.

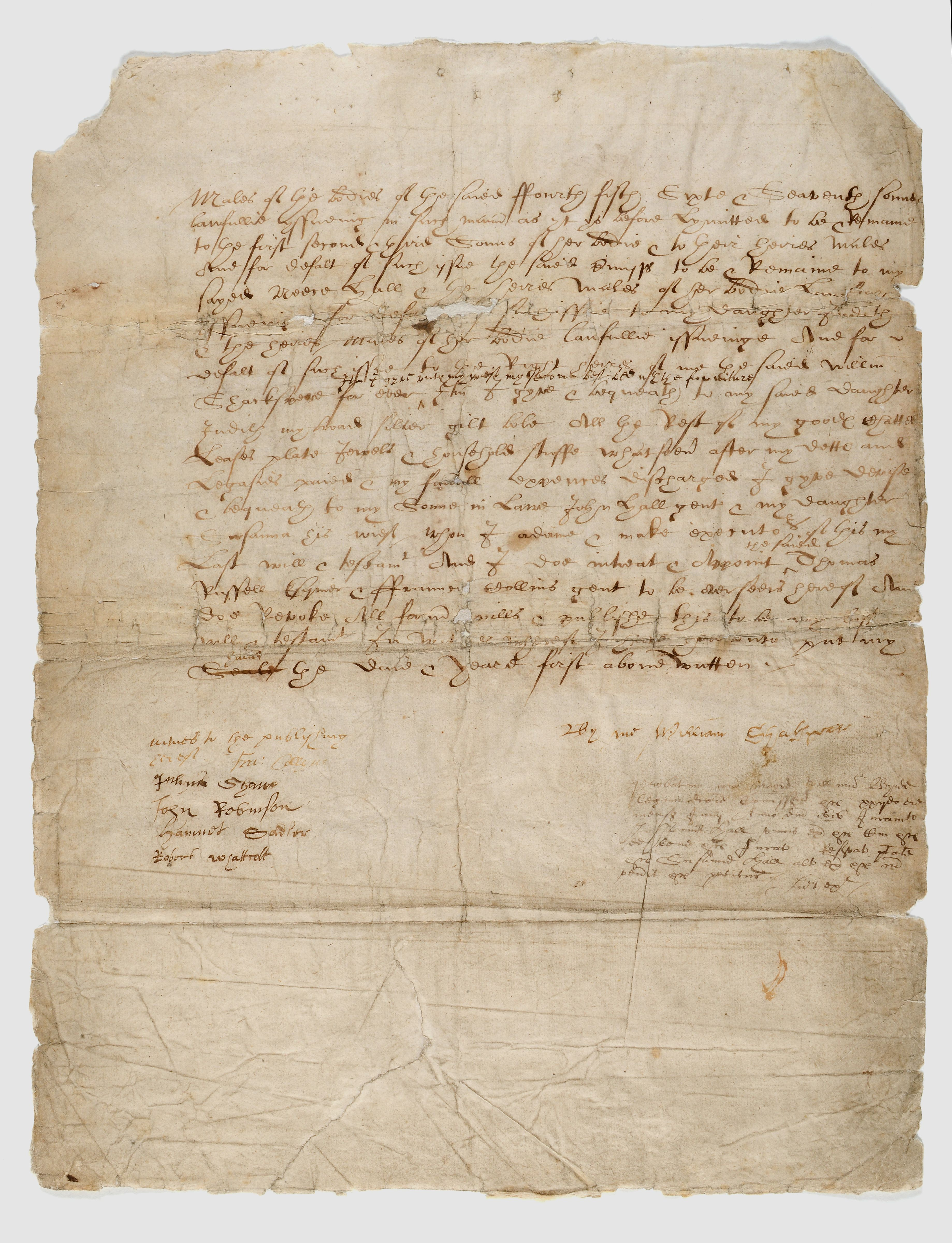
Ultima pagina del testamento manoscritto del 1616. "By me William Shakespeare" è l'unica frase scritta di pugno dal commediografo.

Il 25 marzo seguente Shakespeare fece testamento: la maggior parte dei suoi beni andò alla figlia Susanna e al marito; all'altra figlia, Judith, lasciò alcune somme in denaro con clausole cautelative, mentre alla moglie lasciò "l'usufrutto della seconda camera da letto" nella casa a New Place; lasciò poi vari oggetti e piccole somme per l'acquisto di anelli ad alcuni conoscenti di Stratford e agli attori Richard Burbage, John Heminges e Henry Condell.

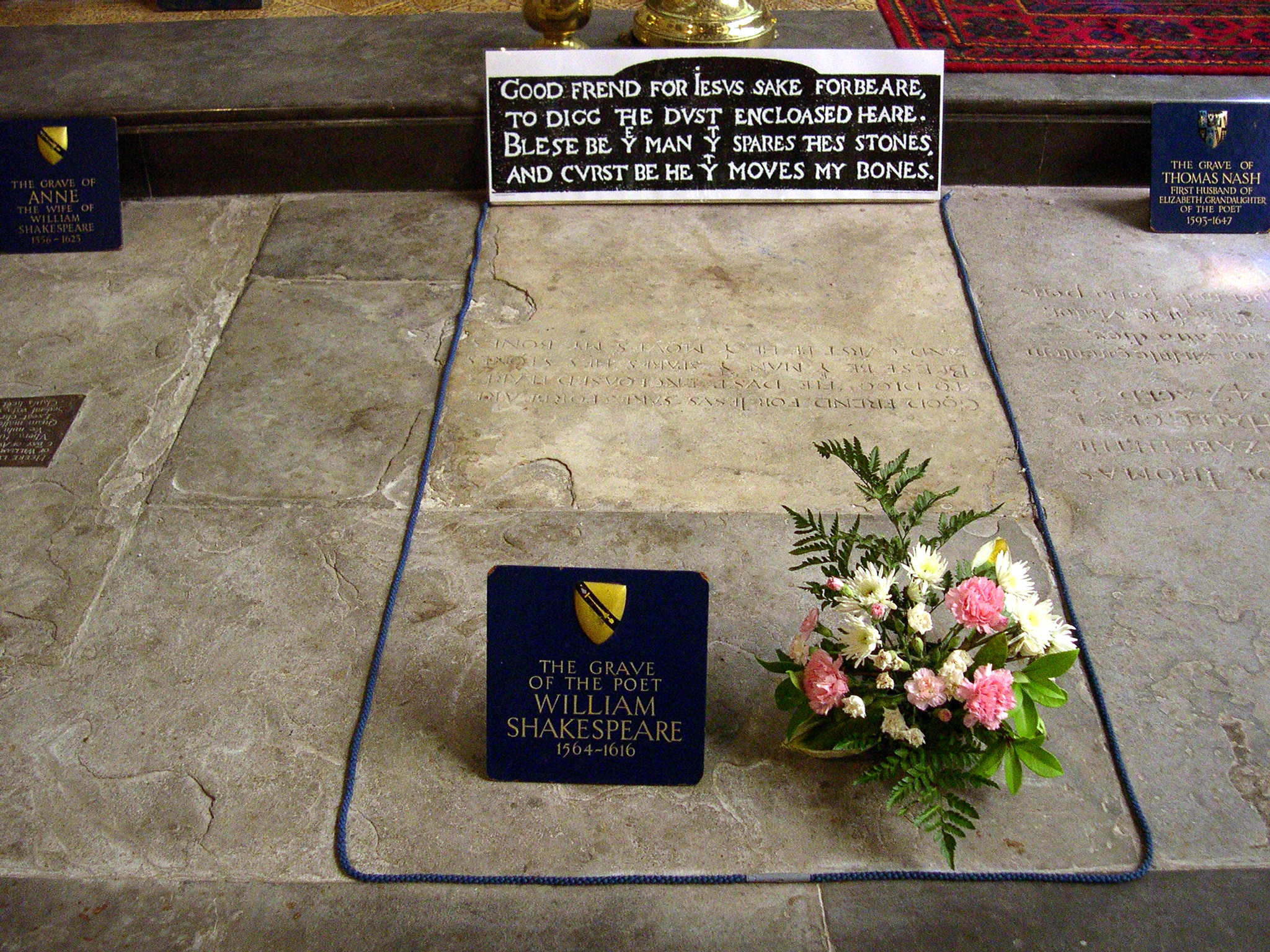
La tomba di William Shakespeare nel coro della Holy Trinity Church

William Shakespeare morì il giorno del suo 52º compleanno, il 23 aprile 1616 secondo il calendario giuliano; era rimasto sposato ad Anne fino alla fine. John Ward, un vicario di Stratford, mezzo secolo dopo raccontò che Shakespeare, dopo aver passato una serata in campagna con Michael Drayton e Ben Jonson, in cui bevve molto alcol, morì di una febbre contratta in quell'occasione. È possibile che questa sia una delle numerose leggende relative alla vita del Bardo.
È sepolto nel coro della Holy Trinity Church, la chiesa parrocchiale di Stratford; questo privilegio non fu dovuto alla sua fama come scrittore ma al pagamento di una quota della decima della chiesa, 440 sterline. Su un muro nei pressi della sua tomba si trova un monumento, commissionato probabilmente dalla sua famiglia; è un busto che mostra Shakespeare nell'atto di scrivere. L'epitaffio sulla sua tomba recita:
(Epitaffio sulla tomba di W.Shakespeare)

### Albero genealogico
|              |              |                       |                       |                       |                       |                       |                       | Richard Shakespeare (1490–1561) | Richard Shakespeare (1490–1561) | Richard Shakespeare (1490–1561) | Richard Shakespeare (1490–1561) | Richard Shakespeare (1490–1561)    | Richard Shakespeare (1490–1561)    |                                    |                                    | Abigail Webb (1515-1590)           | Abigail Webb (1515-1590)           | Abigail Webb (1515-1590)        | Abigail Webb (1515-1590)        | Abigail Webb (1515-1590)       | Abigail Webb (1515-1590)       |                                |                                | Robert Arden (1506-1556)     | Robert Arden (1506-1556)     | Robert Arden (1506-1556)     | Robert Arden (1506-1556)     | Robert Arden (1506-1556)       | Robert Arden (1506-1556)       |                                |                                |                                |                                |                                |                                |                                |                                |                                |                                |               |               |                            |                            |                            |                            |                            |                            |
|              |              |                       |                       |                       |                       |                       |                       | Richard Shakespeare (1490–1561) | Richard Shakespeare (1490–1561) | Richard Shakespeare (1490–1561) | Richard Shakespeare (1490–1561) | Richard Shakespeare (1490–1561)    | Richard Shakespeare (1490–1561)    |                                    |                                    | Abigail Webb (1515-1590)           | Abigail Webb (1515-1590)           | Abigail Webb (1515-1590)        | Abigail Webb (1515-1590)        | Abigail Webb (1515-1590)       | Abigail Webb (1515-1590)       |                                |                                | Robert Arden (1506-1556)     | Robert Arden (1506-1556)     | Robert Arden (1506-1556)     | Robert Arden (1506-1556)     | Robert Arden (1506-1556)       | Robert Arden (1506-1556)       |                                |                                |                                |                                |                                |                                |                                |                                |                                |                                |               |               |                            |                            |                            |                            |                            |                            |
|              |              |                       |                       |                       |                       |                       |                       |                                 |                                 |                                 |                                 |                                    |                                    |                                    |                                    |                                    |                                    |                                 |                                 |                                |                                |                                |                                |                              |                              |                              |                              |                                |                                |                                |                                |                                |                                |                                |                                |                                |                                |                                |                                |               |               |                            |                            |                            |                            |                            |                            |
|              |              |                       |                       |                       |                       |                       |                       |                                 |                                 |                                 |                                 | John Shakespeare (circa 1531–1601) | John Shakespeare (circa 1531–1601) | John Shakespeare (circa 1531–1601) | John Shakespeare (circa 1531–1601) | John Shakespeare (circa 1531–1601) | John Shakespeare (circa 1531–1601) |                                 |                                 |                                |                                |                                |                                | Mary Arden (1537–1608)       | Mary Arden (1537–1608)       | Mary Arden (1537–1608)       | Mary Arden (1537–1608)       | Mary Arden (1537–1608)         | Mary Arden (1537–1608)         |                                |                                |                                |                                |                                |                                |                                |                                |                                |                                |               |               |                            |                            |                            |                            |                            |                            |
|              |              |                       |                       |                       |                       |                       |                       |                                 |                                 |                                 |                                 | John Shakespeare (circa 1531–1601) | John Shakespeare (circa 1531–1601) | John Shakespeare (circa 1531–1601) | John Shakespeare (circa 1531–1601) | John Shakespeare (circa 1531–1601) | John Shakespeare (circa 1531–1601) |                                 |                                 |                                |                                |                                |                                | Mary Arden (1537–1608)       | Mary Arden (1537–1608)       | Mary Arden (1537–1608)       | Mary Arden (1537–1608)       | Mary Arden (1537–1608)         | Mary Arden (1537–1608)         |                                |                                |                                |                                |                                |                                |                                |                                |                                |                                |               |               |                            |                            |                            |                            |                            |                            |
|              |              |                       |                       |                       |                       |                       |                       |                                 |                                 |                                 |                                 |                                    |                                    |                                    |                                    |                                    |                                    |                                 |                                 |                                |                                |                                |                                |                              |                              |                              |                              |                                |                                |                                |                                |                                |                                |                                |                                |                                |                                |                                |                                |               |               |                            |                            |                            |                            |                            |                            |
|              |              |                       |                       |                       |                       |                       |                       |                                 |                                 |                                 |                                 |                                    |                                    |                                    |                                    |                                    |                                    |                                 |                                 |                                |                                |                                |                                |                              |                              |                              |                              |                                |                                |                                |                                |                                |                                |                                |                                |                                |                                |                                |                                |               |               |                            |                            |                            |                            |                            |                            |
|              |              |                       |                       |                       |                       |                       |                       |                                 |                                 |                                 |                                 |                                    |                                    | William Shakespeare (1564-1616)    | William Shakespeare (1564-1616)    | William Shakespeare (1564-1616)    | William Shakespeare (1564-1616)    | William Shakespeare (1564-1616) | William Shakespeare (1564-1616) |                                |                                | Anne Hathaway (1555/56-1623)   | Anne Hathaway (1555/56-1623)   | Anne Hathaway (1555/56-1623) | Anne Hathaway (1555/56-1623) | Anne Hathaway (1555/56-1623) | Anne Hathaway (1555/56-1623) |                                |                                | Joan Shakespeare (1569–1646)   | Joan Shakespeare (1569–1646)   | Joan Shakespeare (1569–1646)   | Joan Shakespeare (1569–1646)   | Joan Shakespeare (1569–1646)   | Joan Shakespeare (1569–1646)   |                                |                                | William Hart                   | William Hart                   | William Hart  | William Hart  | William Hart               | William Hart               |                            |                            |                            |                            |
|              |              |                       |                       |                       |                       |                       |                       |                                 |                                 |                                 |                                 |                                    |                                    | William Shakespeare (1564-1616)    | William Shakespeare (1564-1616)    | William Shakespeare (1564-1616)    | William Shakespeare (1564-1616)    | William Shakespeare (1564-1616) | William Shakespeare (1564-1616) |                                |                                | Anne Hathaway (1555/56-1623)   | Anne Hathaway (1555/56-1623)   | Anne Hathaway (1555/56-1623) | Anne Hathaway (1555/56-1623) | Anne Hathaway (1555/56-1623) | Anne Hathaway (1555/56-1623) |                                |                                | Joan Shakespeare (1569–1646)   | Joan Shakespeare (1569–1646)   | Joan Shakespeare (1569–1646)   | Joan Shakespeare (1569–1646)   | Joan Shakespeare (1569–1646)   | Joan Shakespeare (1569–1646)   |                                |                                | William Hart                   | William Hart                   | William Hart  | William Hart  | William Hart               | William Hart               |                            |                            |                            |                            |
|              |              |                       |                       |                       |                       |                       |                       |                                 |                                 |                                 |                                 |                                    |                                    |                                    |                                    |                                    |                                    |                                 |                                 |                                |                                |                                |                                |                              |                              |                              |                              |                                |                                |                                |                                |                                |                                |                                |                                |                                |                                |                                |                                |               |               |                            |                            |                            |                            |                            |                            |
|              |              |                       |                       |                       |                       |                       |                       |                                 |                                 |                                 |                                 |                                    |                                    |                                    |                                    |                                    |                                    |                                 |                                 |                                |                                |                                |                                |                              |                              |                              |                              |                                |                                |                                |                                |                                |                                |                                |                                |                                |                                |                                |                                |               |               |                            |                            |                            |                            |                            |                            |
|              |              | John Hall (1575-1635) | John Hall (1575-1635) | John Hall (1575-1635) | John Hall (1575-1635) | John Hall (1575-1635) | John Hall (1575-1635) |                                 |                                 | Susanna Shakespeare (1583-1649) | Susanna Shakespeare (1583-1649) | Susanna Shakespeare (1583-1649)    | Susanna Shakespeare (1583-1649)    | Susanna Shakespeare (1583-1649)    | Susanna Shakespeare (1583-1649)    |                                    |                                    | Hamnet Shakespeare (1585-1596)  | Hamnet Shakespeare (1585-1596)  | Hamnet Shakespeare (1585-1596) | Hamnet Shakespeare (1585-1596) | Hamnet Shakespeare (1585-1596) | Hamnet Shakespeare (1585-1596) |                              |                              |                              |                              | Judith Shakespeare (1585-1662) | Judith Shakespeare (1585-1662) | Judith Shakespeare (1585-1662) | Judith Shakespeare (1585-1662) | Judith Shakespeare (1585-1662) | Judith Shakespeare (1585-1662) |                                |                                | Thomas Quiney                  | Thomas Quiney                  | Thomas Quiney                  | Thomas Quiney                  | Thomas Quiney | Thomas Quiney |                            |                            |                            |                            |                            |                            |
|              |              | John Hall (1575-1635) | John Hall (1575-1635) | John Hall (1575-1635) | John Hall (1575-1635) | John Hall (1575-1635) | John Hall (1575-1635) |                                 |                                 | Susanna Shakespeare (1583-1649) | Susanna Shakespeare (1583-1649) | Susanna Shakespeare (1583-1649)    | Susanna Shakespeare (1583-1649)    | Susanna Shakespeare (1583-1649)    | Susanna Shakespeare (1583-1649)    |                                    |                                    | Hamnet Shakespeare (1585-1596)  | Hamnet Shakespeare (1585-1596)  | Hamnet Shakespeare (1585-1596) | Hamnet Shakespeare (1585-1596) | Hamnet Shakespeare (1585-1596) | Hamnet Shakespeare (1585-1596) |                              |                              |                              |                              | Judith Shakespeare (1585-1662) | Judith Shakespeare (1585-1662) | Judith Shakespeare (1585-1662) | Judith Shakespeare (1585-1662) | Judith Shakespeare (1585-1662) | Judith Shakespeare (1585-1662) |                                |                                | Thomas Quiney                  | Thomas Quiney                  | Thomas Quiney                  | Thomas Quiney                  | Thomas Quiney | Thomas Quiney |                            |                            |                            |                            |                            |                            |
|              |              |                       |                       |                       |                       |                       |                       |                                 |                                 |                                 |                                 |                                    |                                    |                                    |                                    |                                    |                                    |                                 |                                 |                                |                                |                                |                                |                              |                              |                              |                              |                                |                                |                                |                                |                                |                                |                                |                                |                                |                                |                                |                                |               |               |                            |                            |                            |                            |                            |                            |
|              |              |                       |                       |                       |                       |                       |                       |                                 |                                 |                                 |                                 |                                    |                                    |                                    |                                    |                                    |                                    |                                 |                                 |                                |                                |                                |                                |                              |                              |                              |                              |                                |                                |                                |                                |                                |                                |                                |                                |                                |                                |                                |                                |               |               |                            |                            |                            |                            |                            |                            |
| John Barnard | John Barnard | John Barnard          | John Barnard          | John Barnard          | John Barnard          |                       |                       | Elizabeth Hall (1608-1670)      | Elizabeth Hall (1608-1670)      | Elizabeth Hall (1608-1670)      | Elizabeth Hall (1608-1670)      | Elizabeth Hall (1608-1670)         | Elizabeth Hall (1608-1670)         |                                    |                                    | Thomas Nash                        | Thomas Nash                        | Thomas Nash                     | Thomas Nash                     | Thomas Nash                    | Thomas Nash                    |                                |                                |                              |                              | Thomas Quiney (1620-1639)    | Thomas Quiney (1620-1639)    | Thomas Quiney (1620-1639)      | Thomas Quiney (1620-1639)      | Thomas Quiney (1620-1639)      | Thomas Quiney (1620-1639)      |                                |                                | Shakespeare Quiney (1616-1617) | Shakespeare Quiney (1616-1617) | Shakespeare Quiney (1616-1617) | Shakespeare Quiney (1616-1617) | Shakespeare Quiney (1616-1617) | Shakespeare Quiney (1616-1617) |               |               | Richard Quiney (1618-1639) | Richard Quiney (1618-1639) | Richard Quiney (1618-1639) | Richard Quiney (1618-1639) | Richard Quiney (1618-1639) | Richard Quiney (1618-1639) |
| John Barnard | John Barnard | John Barnard          | John Barnard          | John Barnard          | John Barnard          |                       |                       | Elizabeth Hall (1608-1670)      | Elizabeth Hall (1608-1670)      | Elizabeth Hall (1608-1670)      | Elizabeth Hall (1608-1670)      | Elizabeth Hall (1608-1670)         | Elizabeth Hall (1608-1670)         |                                    |                                    | Thomas Nash                        | Thomas Nash                        | Thomas Nash                     | Thomas Nash                     | Thomas Nash                    | Thomas Nash                    |                                |                                |                              |                              | Thomas Quiney (1620-1639)    | Thomas Quiney (1620-1639)    | Thomas Quiney (1620-1639)      | Thomas Quiney (1620-1639)      | Thomas Quiney (1620-1639)      | Thomas Quiney (1620-1639)      |                                |                                | Shakespeare Quiney (1616-1617) | Shakespeare Quiney (1616-1617) | Shakespeare Quiney (1616-1617) | Shakespeare Quiney (1616-1617) | Shakespeare Quiney (1616-1617) | Shakespeare Quiney (1616-1617) |               |               | Richard Quiney (1618-1639) | Richard Quiney (1618-1639) | Richard Quiney (1618-1639) | Richard Quiney (1618-1639) | Richard Quiney (1618-1639) | Richard Quiney (1618-1639) |

## Opere

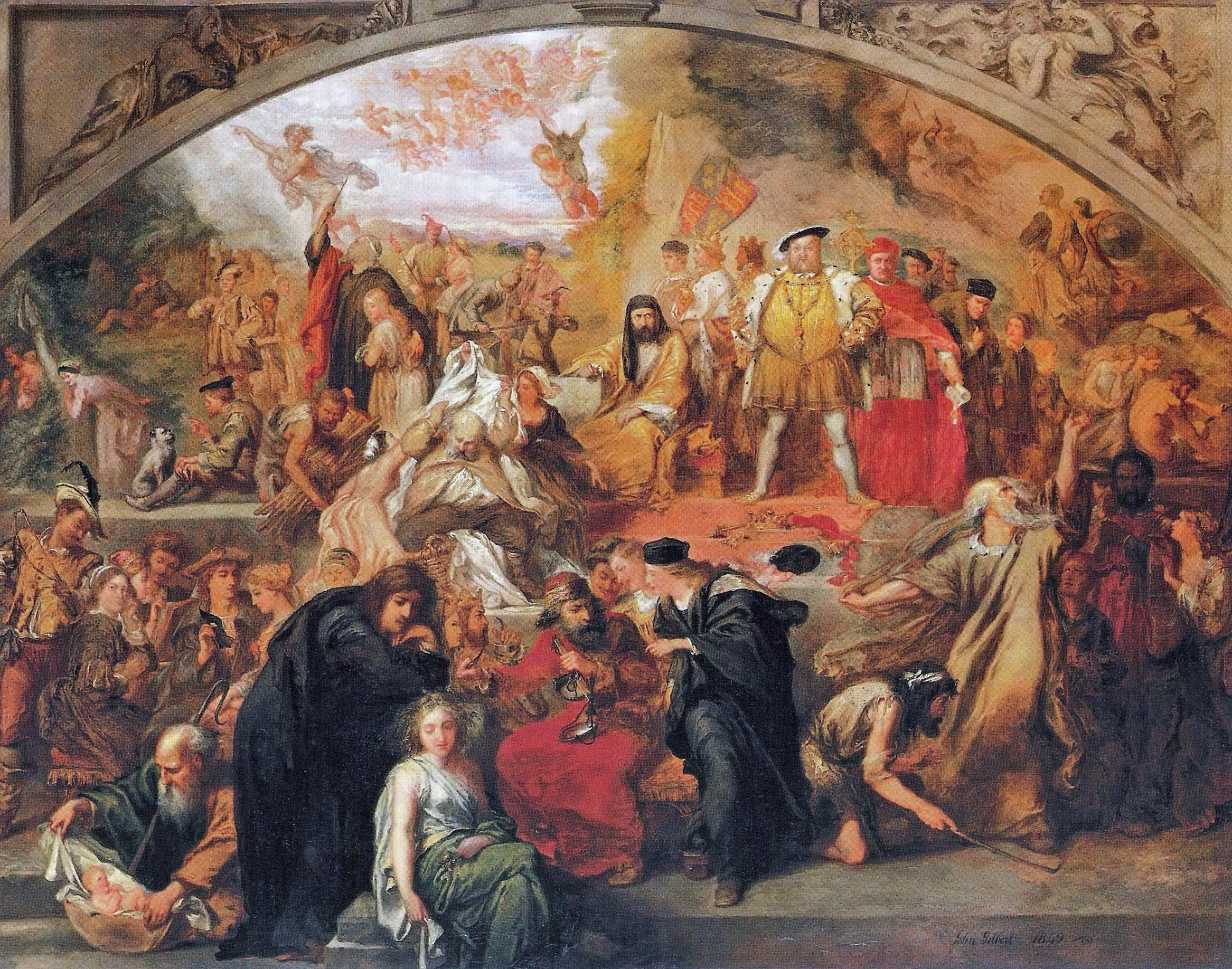
The Plays of William Shakespeare, Sir John Gilbert, 1849

L'opera poetica e drammaturgica di Shakespeare costituisce una parte fondamentale della letteratura occidentale ed è continuamente studiata e rappresentata in ogni parte del globo. La cronologia delle sue opere è incerta e rappresenta un argomento ancora dibattuto dagli studiosi. Nel First Folio del 1623, redatto da John Heminges e Henry Condell, sono comprese le 36 opere teatrali di Shakespeare, elencate in base alla loro classificazione come tragedie, commedie e drammi storici. Nessun'opera poetica di Shakespeare è stata inclusa nel First Folio.
Alla fine del XIX secolo, Edward Dowden definì quattro delle ultime commedie shakespeariane, ovvero Pericle, principe di Tiro, La tempesta, I due nobili congiunti e Il racconto d'inverno, come romances (una possibile resa italiana sarebbe "drammi romanzeschi"), e da allora questa definizione è stata accolta spesso..
Nel 1896 Frederick S. Boas coniò il termine problem plays ("drammi problematici" o "dialettici") per descrivere altri tre drammi, ovvero Tutto è bene quel che finisce bene, Misura per misura, Troilo e Cressida; secondo Boas, inoltre, Amleto sarebbe l'anello di congiunzione tra i drammi problematici e le tragedie successive. Benché sia dibattuto, anche questo termine rimane in uso, anche se Amleto viene generalmente classificato come una "autentica" tragedia.
Altre opere, attribuite talvolta al drammaturgo di Stratford, sono elencate come apocrife. Due sono le opere andate perdute, Cardenio e Pene d'amore vinte.

### Opere teatrali

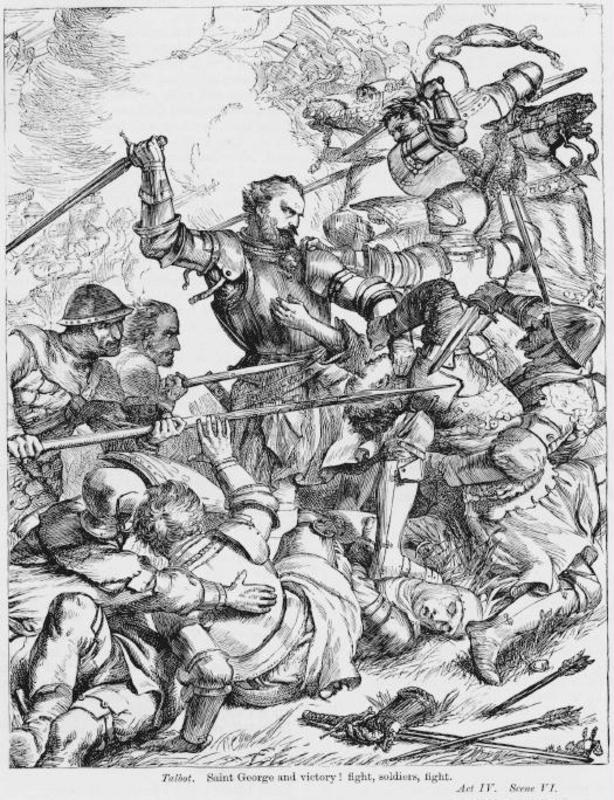
Talbot in battaglia, da Enrico VI, parte I

Inizialmente, come era tradizione in età elisabettiana, Shakespeare collaborò con altri drammaturghi alla stesura delle sue prime opere; tra queste vi sono Tito Andronico, della quale un drammaturgo di fine Seicento disse "egli si è limitato soltanto a perfezionare con il suo magistrale tocco uno o due dei personaggi principali". I due nobili congiunti, scritta in collaborazione con John Fletcher, e Cardenio, andata perduta, hanno una documentazione sull'attribuzione a Shakespeare precisa.
Le prime opere di Shakespeare furono incentrate su Enrico VI; Enrico VI, parte I, composto tra il 1588 e il 1592, potrebbe essere la prima opera di Shakespeare, sicuramente messa in scena, se non commissionata, da Philip Henslowe. Al successo della prima parte fanno seguito Enrico VI, parte II, Enrico VI, parte III e Riccardo III, costituendo a posteriori una tetralogia sulla guerra delle due rose e sui fatti immediatamente successivi; queste furono in diversa misura composte a più mani attingendo copiosamente dalle Cronache di Raphael Holinshed, ma sempre più segnate dallo stile caratteristico del drammaturgo, descrivendo i contrasti tra le dinastie York e Lancaster, conclusisi con l'avvento della dinastia Tudor da cui discendeva l'allora regnante Elisabetta I. Nel suo insieme, prima ancora che celebrazione della monarchia e dei meriti del suo casato, la tetralogia appare come un appello alla concordia civile.

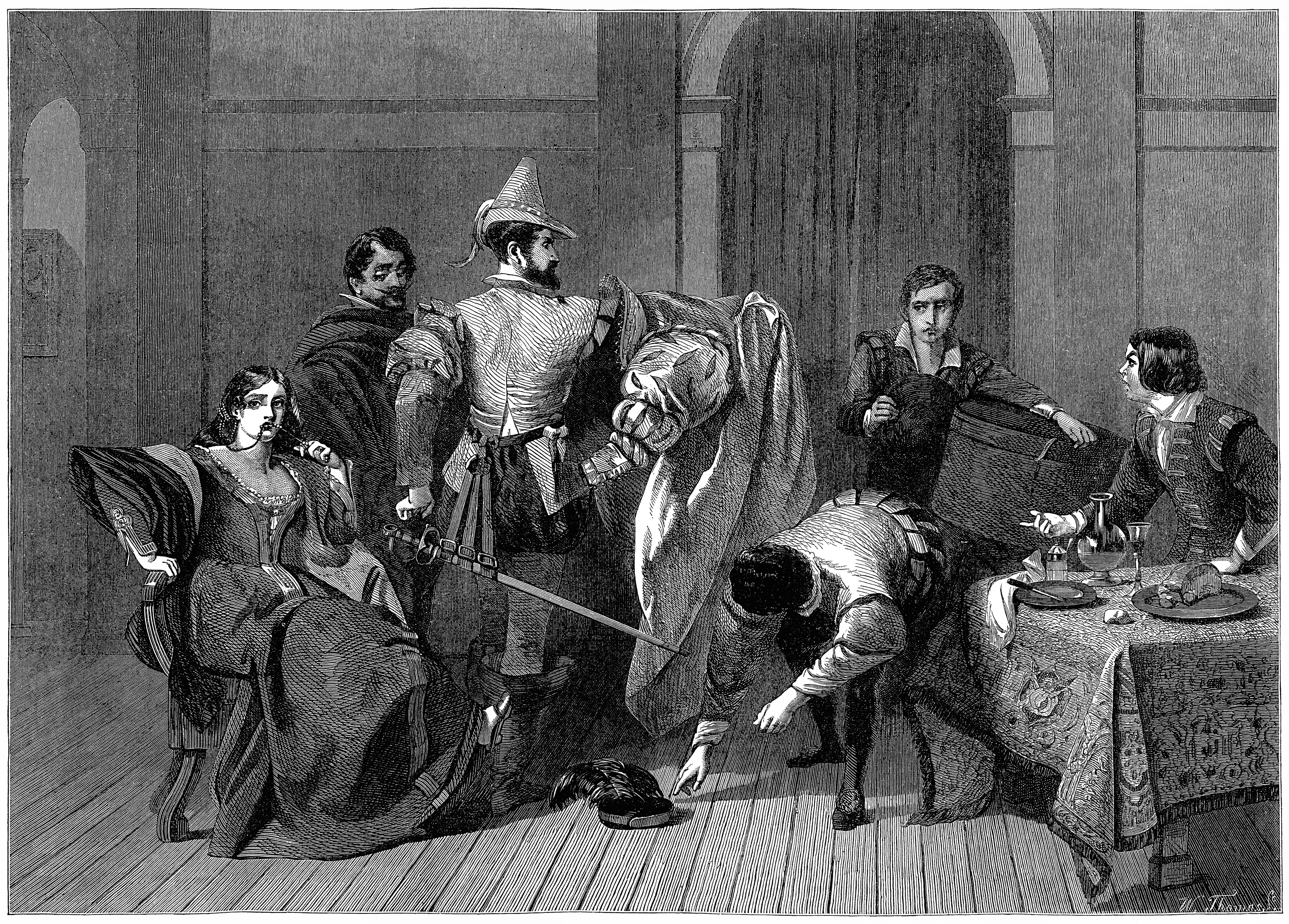
Incisione da una scena de La bisbetica domata, atto IV, scena III

Molte opere risalenti al primo periodo della carriera di Shakespeare furono influenzate dalle opere di altri drammaturghi elisabettiani, in particolare Thomas Kyd e Christopher Marlowe, dalle tradizioni del dramma medievale e dalle opere di Seneca. Di datazione controversa, ma collocabili prima delle opere della maturità, sono un piccolo gruppo di commedie, in cui è forte l'influenza dell'eufuismo, dei testi dei letterati rinascimentali e delle ambientazioni italiane. Di questo periodo fanno parte I due gentiluomini di Verona, La commedia degli errori, in cui vi sono elementi riconducibili ai modelli classici e La bisbetica domata, che secondo alcuni deriverebbe da un racconto popolare, ma che troviamo nelle novelle di Giambattista Giraldi Cinzio che ispirò anche Otello e Misura per misura.
Dal 1594 la peste e l'inasprirsi della censura provocarono la scomparsa di molte compagnie, mentre nacquero nuove realtà teatrali, come The Lord Chamberlain's Men, di cui fece parte come autore e attore. L'abilità del drammaturgo di identificare i temi più richiesti e il suo talento nella riscrittura dei copioni perché non incappassero nei tagli del Master of the Revels, gli assicurarono in questo periodo una rapida ascesa al successo. Le prime commedie shakespeariane, influenzate dallo stile classico e italiano, con strette trame matrimoniali e precise sequenze comiche, dal 1594 cedono il passo all'atmosfera romantica, con toni a volte più scuri e propri di una tragicommedia.
In tutte le opere di questa fase è presente il wit, gioco letterario basato sulle sottigliezze lessicali. Shakespeare riesce a rendere strumenti espressivi i giochi di parole, gli ossimori, le figure retoriche, che non sono mai fini a sé stessi, ma inseriti a creare voluti contrasti tra l'eleganza della convenzione letteraria e i sentimenti autentici dei personaggi. Questo periodo caratterizzato quindi da commedie romantiche ha inizio tuttavia con una tragedia, Romeo e Giulietta, una delle opere più note di Shakespeare, proseguendo poi con Sogno di una notte di mezza estate, che contiene diversi elementi inediti nelle opere del bardo come la magia e le fate, e Il mercante di Venezia. Completano le opere di questa fase degli scritti shakespeariani l'ingegno e i giochi di parole di Molto rumore per nulla, la suggestiva cornice rurale di Come vi piace, la vivace allegria de La dodicesima notte e Le allegre comari di Windsor.
Negli stessi anni nacque la seconda serie di drammi storici inglesi; dopo la lirica Riccardo II, scritta quasi interamente in versi, Shakespeare presentò, alla fine del XVI secolo, alcune commedie in prosa, come Enrico IV, parte I e II ed Enrico V. L'ultimo scritto di questo periodo fu Giulio Cesare, basato sulla traduzione di Thomas North delle Vite parallele di Plutarco. La produzione di opere storiche riguardanti le origini della dinastia regnante andò di pari passo con il successo suscitato da tale genere. Edoardo III, attribuibile a Shakespeare solo in parte, offre un esempio positivo di monarchia, contrapposto a quello del Riccardo III. Re Giovanni, abile riscrittura shakespeariana di un copione pubblicato nel 1591, narra di un monarca instabile e tormentato e dei discutibili personaggi che lo circondano. In queste opere i suoi personaggi divennero più complessi e teneri, mentre si passa abilmente tra scene comiche e serie, tra prosa e poesia, raggiungendo una notevole varietà narrativa. Fu determinante per il successo dei drammi l'introduzione di personaggi fittizi a cui il pubblico si affezionò, come Falstaff.

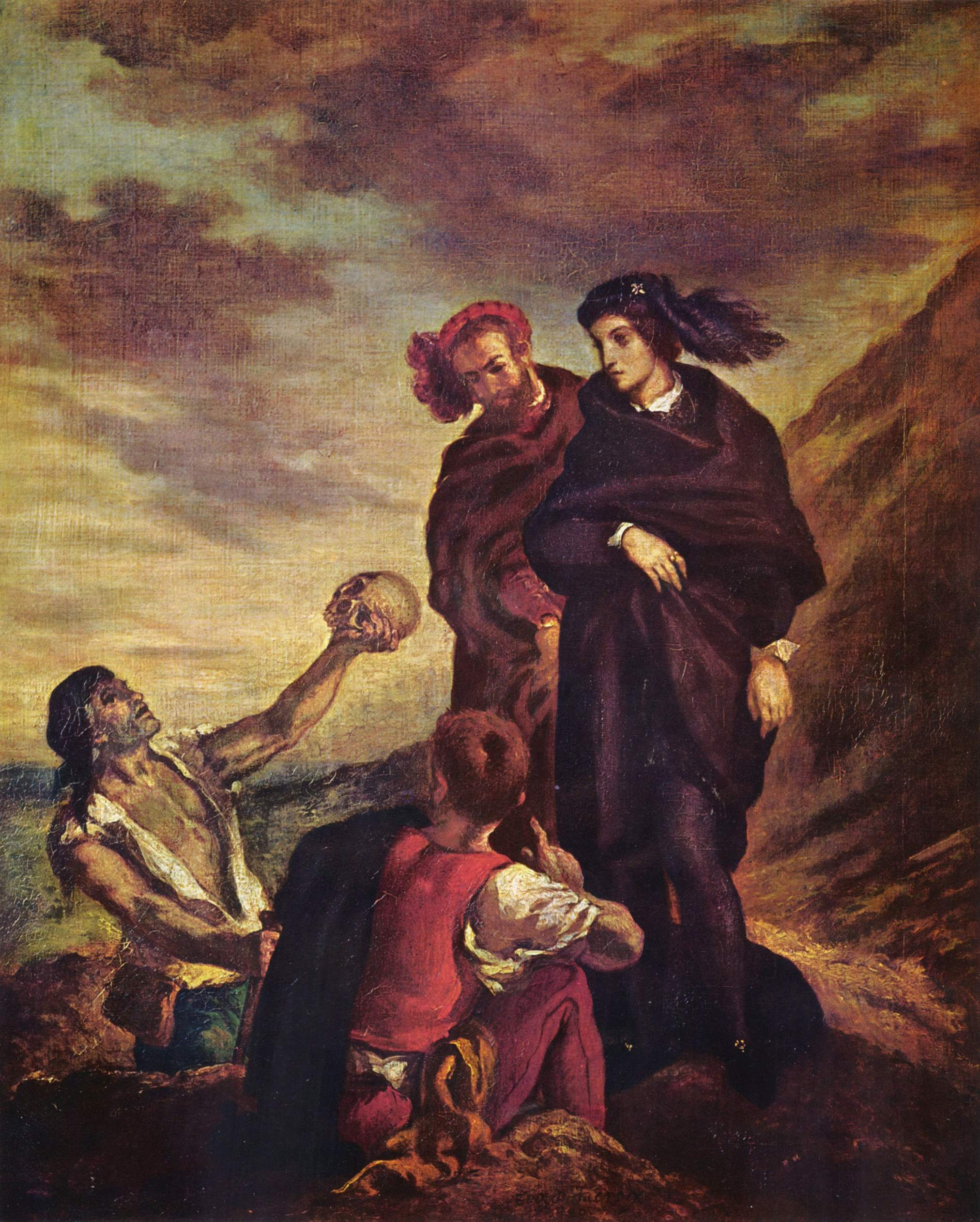
Hamlet et Horatio au cimetière, Eugène Delacroix, 1839

Nei primi anni del XVII secolo, Shakespeare scrisse quelle che verranno definite da Frederick S. Boas problem plays ("drammi problematici" o "dialettici") che segnano un nuovo modo di intendere la rappresentazione, in cui i personaggi esprimono compiutamente le contraddizioni umane, dando voce alle problematiche di un'epoca che si è ormai distaccata completamente dagli schemi medioevali; di queste fanno parte Tutto è bene quel che finisce bene, Misura per misura, Troilo e Cressida, e in parte anche Amleto; l'eroe di quest'ultima è probabilmente il personaggio shakespeariano più conosciuto, discusso e studiato, soprattutto per il suo famoso monologo "To be, or not to be". Shakespeare inoltre ha probabilmente scritto parte della scena VI di Sir Tommaso Moro, frutto della mano di almeno cinque diversi autori, mai rappresentato e stampato soltanto nel 1814.
Il 1603 segna una svolta storica per il teatro inglese; salito al trono, Giacomo I promuove un nuovo impulso delle arti sceniche, avocando a sé la migliore compagnia dell'epoca, i Chamberlain's Men, che da quel momento si chiameranno King's Men. A Giacomo I, Shakespeare dedicò alcune delle sue opere maggiori, scritte per l'ascesa al trono del sovrano scozzese, come Otello, Re Lear e Macbeth, la più breve e più complessa delle tragedie di Shakespeare. A differenza dell'introverso Amleto, il cui errore fatale è l'esitazione, gli eroi di queste tragedie come Otello e Re Lear furono sconfitti da affrettati errori di giudizio; le trame di queste opere fanno spesso perno su questi errori fatali, che sovvertono l'ordine e distruggono l'eroe e i suoi cari. Le tre ultime tragedie, che risentono della lezione di Amleto, sono drammi che restano aperti, senza ristabilire un ordine ma generando piuttosto ulteriori interrogativi. Ciò che conta non è l'esito finale, ma l'esperienza. Ciò a cui si dà maggiore importanza è l'esperienza catartica dell'azione scenica, piuttosto che la sua conclusione.

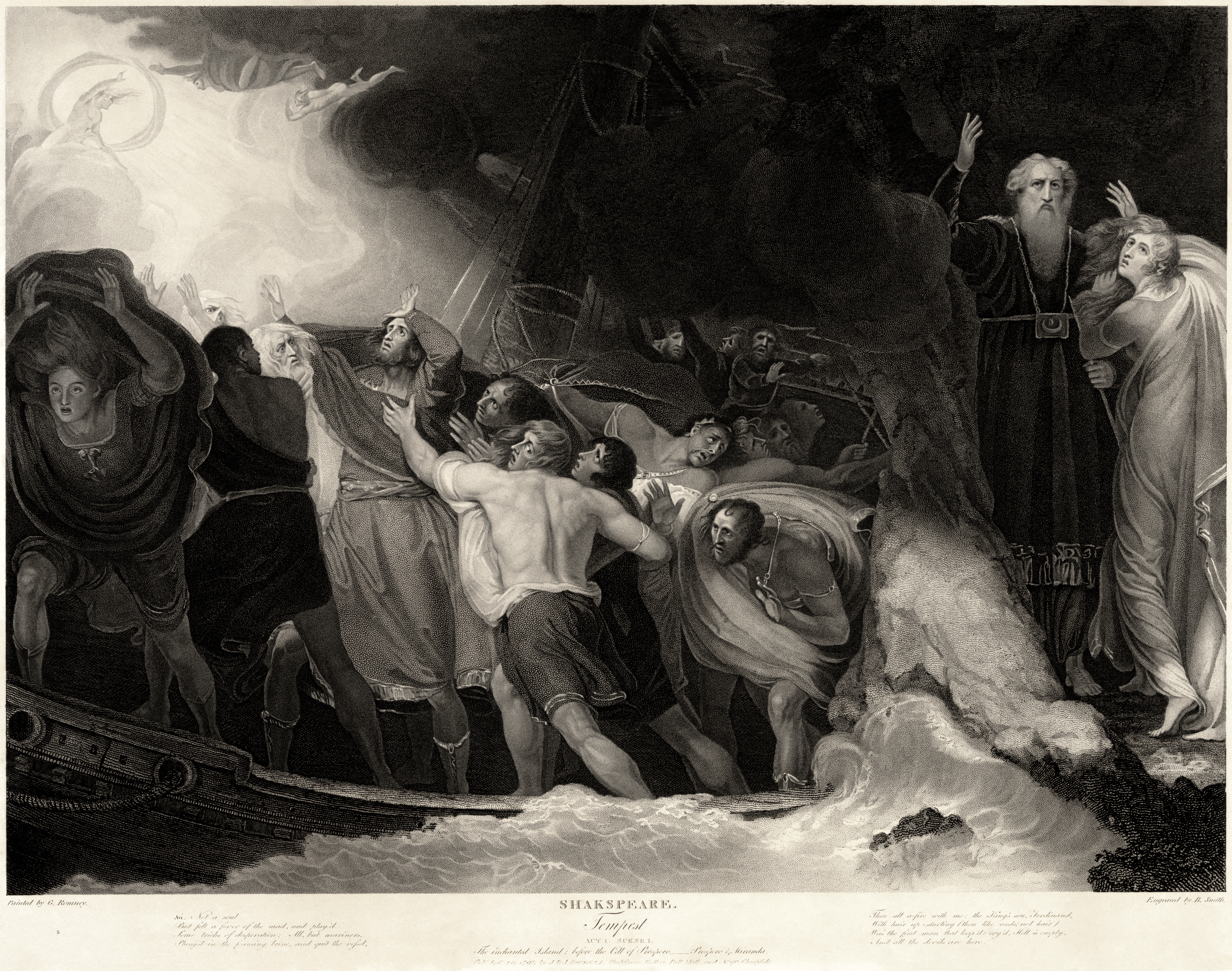
Incisione de La tempesta, atto I, scena I, basata su un dipinto di George Romney

Le sue ultime grandi tragedie contengono alcune delle più note poesie di Shakespeare e sono state considerate le migliori da Thomas Stearns Eliot. I drammi di argomento classico sono l'occasione per affrontare il tema politico, calato nella dimensione della storia antica ricca di corrispondenze con la realtà britannica. In Antonio e Cleopatra l'utilizzo di una scrittura poetica sottolinea la grandiosità del tema, le vicissitudini storiche e politiche dell'impero romano. Coriolano è invece occasione per affrontare il tema del crollo dei potenti, l'indagine sui vizi e sulle virtù, dando voce a un'intera comunità come in una sorta di coro. Timone d'Atene, probabilmente scritto in collaborazione con Thomas Middleton, contiene allo stesso tempo la coscienza dei rischi di un individualismo moderno e la denuncia della corruzione e del potere dell'oro.
Negli ultimi anni della produzione shakespeariana, il mondo del teatro londinese subisce un cambiamento sensibile; il pubblico aristocratico e della nuova borghesia agiata non frequenta più i grandi anfiteatri, ma teatri più raccolti come il Blackfriars Theatre. Le richieste di tale pubblico andavano più nella direzione dell'intrattenimento che non del coinvolgimento nella rappresentazione; alcuni commentatori hanno visto questo cambiamento di umore come prova di una più serena visione della vita da parte di Shakespeare. Il Bardo, sempre attento ai cambiamenti del gusto e della sensibilità dei suoi spettatori, produce dei nuovi drammi, i cosiddetti romances ("drammi romanzeschi") tornando in parte agli scritti romantici e alle tragicommedie; nascono dunque Pericle, principe di Tiro, Cimbelino, Il racconto d'inverno, La tempesta e I due nobili congiunti.
A differenza delle tragedie degli anni precedenti, queste spesso terminano con la riconciliazione e il perdono di errori potenzialmente tragici. In Enrico VIII, l'ultimo grande rifacimento di un dramma storico già in cartellone per le compagnie rivali, Shakespeare, aiutato probabilmente da Fletcher, arricchiva e perfezionava la vicenda, riprendendo i temi della produzione precedente, dalla cronaca storica e nazionale al dramma morale, riprendendo lo stile dell'età elisabettiana nel momento in cui quell'epoca era giunta al termine. Shakespeare abolisce le tre unità aristoteliche dalle proprie opere teatrali.

#### Elenco delle opere teatrali di Shakespeare
Tragedie
- Tito Andronico (1589-1593)
- Romeo e Giulietta (1594-1596)
- Giulio Cesare (1599)
- Amleto (1600-1602)
- Troilo e Cressida (1601)
- Otello (1604)
- Re Lear (1605-1606)
- Macbeth (1605-1608)
- Timone di Atene (1605-1608)
- Antonio e Cleopatra (1607)
- Coriolano (1607-1608)

Commedie
- I due gentiluomini di Verona (1590-1595)
- La commedia degli errori (1592)
- La bisbetica domata (1593)
- Pene d'amore perdute (1593-1596)
- Il mercante di Venezia (1594-1597)
- Sogno di una notte di mezza estate (1595)
- Molto rumore per nulla (1598-1599)
- Come vi piace (1599-1600)
- La dodicesima notte (1599-1601)
- Le allegre comari di Windsor (1599-1601)
- Tutto è bene quel che finisce bene (1602-1603)
- Misura per misura (1603)

Drammi storici
- Enrico VI, parte I (1588-1590)
- Enrico VI, parte II (1588-1592)
- Enrico VI, parte III (1588-1592)
- Riccardo III (1591-1592)
- Riccardo II (1595)
- Enrico V (1598-1599)
- Enrico IV, parte I (1597)
- Enrico IV, parte II (1598)
- Enrico VIII (1612-1613)
- Re Giovanni (1590-1597)

Drammi romanzeschi
- Pericle, principe di Tiro (1607-1608)
- Cimbelino (1609)
- Il racconto d'inverno (1610-1611)
- La tempesta (1611)
- I due nobili congiunti (1613-1614)

Opere perdute
- Pene d'amore vinte
- Cardenio

#### Rappresentazioni teatrali

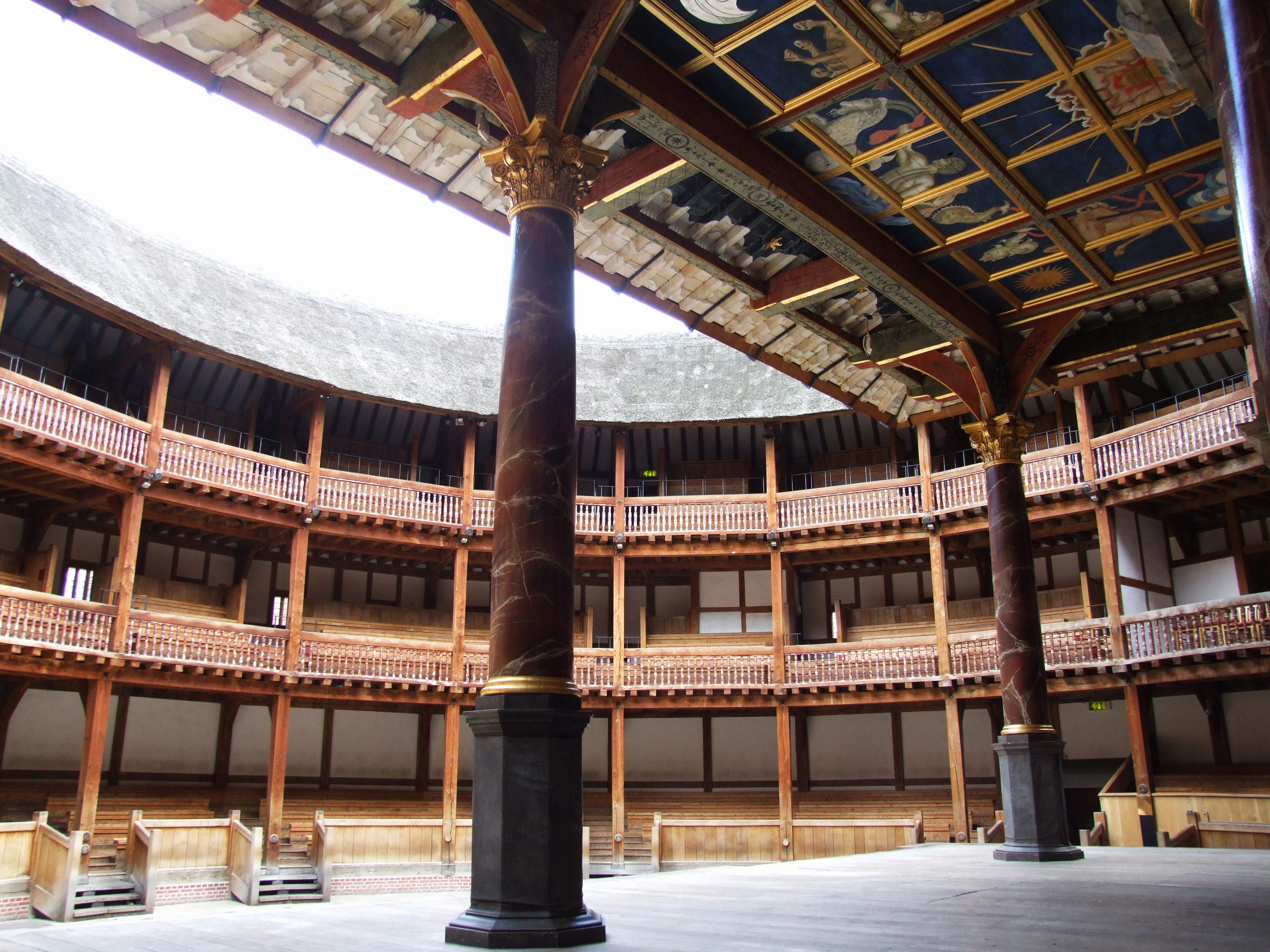
Gli interni del Globe Theatre nella ricostruzione del 1997

Non è chiaro per quali compagnie teatrali Shakespeare scrisse le sue prime opere; il frontespizio dell'edizione del 1594 del Tito Andronico rileva che la tragedia è stata messa in scena da tre gruppi di attori diversi. Dopo la peste del 1592-1593, le opere di Shakespeare vennero affidate alla propria compagnia, The Lord Chamberlain's Men, che si esibiva presso il The Theatre e il The Curtain di Shoreditch. Quando la compagnia si trovò in conflitto con il proprietario del The Theatre, con conseguente riduzione del pubblico del teatro, Richard Burbage, capo dei The Lord Chamberlain's Men, per salvare l'investimento fatto, decise di abbattere la struttura e utilizzare il legno rimanente per costruire il Globe Theatre. Il "Globe" venne aperto nell'autunno del 1599; uno dei primi copioni rappresentati nel nuovo teatro fu Giulio Cesare, mentre negli anni successivi vennero messe in scena alcune delle maggiori opere shakespeariane, tra cui Amleto, Otello e Re Lear.
Nel 1603, i The Lord Chamberlain's Men entrarono nei favori di Re Giacomo I e cambiarono nome in King's Men; anche se le loro rappresentazioni non furono regolari e continue nel tempo, riuscirono a esibirsi sette volte a corte tra il 10 novembre 1604 e il 31 ottobre 1605. Dal 1608 si spostarono al Blackfriars Theatre in inverno (era infatti un teatro coperto) e al Globe, che venne distrutto da un incendio accidentale il 29 giugno 1613 mentre era in corso la rappresentazione dell'Enrico VIII, in estate. Le scenografie interne, combinate con le elaborate maschere della moda giacobina, permisero a Shakespeare di introdurre dispositivi scenici più complessi.
Tra gli attori della compagnia di Shakespeare vi erano Richard Burbage, William Kempe, Henry Condell e John Heminges. Burbage svolgeva il ruolo di primo attore nelle prime rappresentazioni delle opere di Shakespeare, tra cui Riccardo III, Amleto, Otello e Re Lear. Il popolare attore comico William Kempe ricoprì il ruolo del servo Pietro in Romeo e Giulietta e di Dogberry in Molto rumore per nulla, oltre ad altri personaggi. Alla fine del XVI secolo venne sostituito da Robert Armin, che fu Pietraccia in Come vi piace e il Fool
in Re Lear.

### Opere poetiche

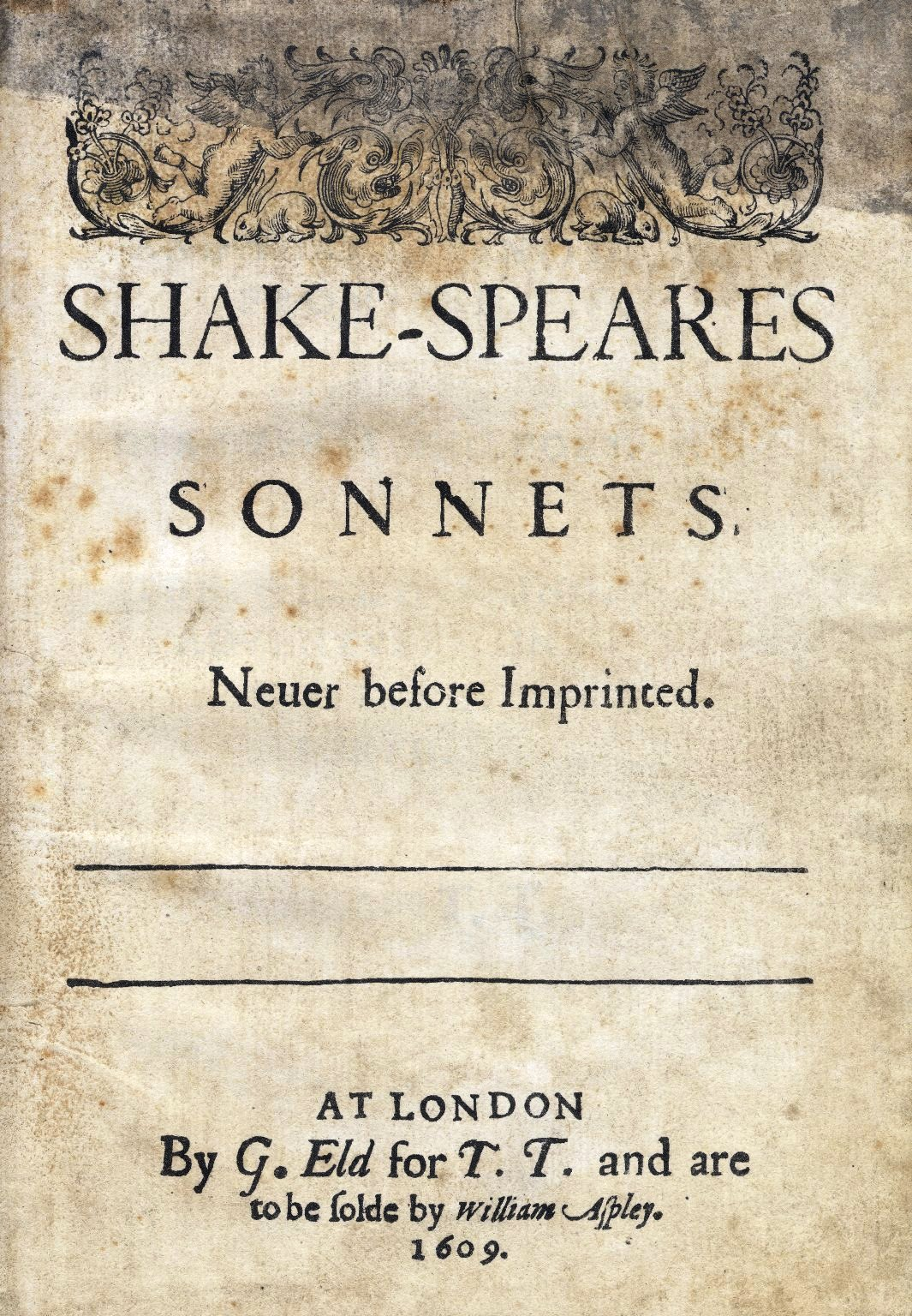
Frontespizio originale dei Sonetti

Negli anni dal 1592 al 1594 a Londra infuriò la peste, provocando la chiusura dei teatri. Shakespeare, nell'attesa di riprendere la sua attività sul palcoscenico, scrisse due poemi di diverso stile, ma entrambi dedicati a Henry Wriothesley, III conte di Southampton; Venere e Adone, pubblicato nel 1593, fu ristampato numerose volte ed ebbe un notevole seguito; Il ratto di Lucrezia, registrato l'anno seguente, ebbe un successo molto inferiore. Influenzate da Le metamorfosi di Ovidio, le due opere, caratterizzate da forti tematiche erotiche, mostrano il senso di colpa e la confusione morale che derivano dalla lussuria incontrollata.
Negli anni seguenti Shakespeare continuò occasionalmente a scrivere poemi e sonetti, perlopiù diffusi nella cerchia delle sue amicizie. Nel 1609 l'editore Thomas Thorpe stampò senza il consenso dell'autore Sonnets, una raccolta di 154 sonetti del Bardo. Scritti prevalentemente tra il 1593 e il 1595, i sonetti rappresentano l'unica opera autobiografica di Shakespeare, da considerarsi anche come libro filosofico colmo di implicazioni meditative. La critica ha suddiviso sommariamente la raccolta in due parti: la prima è dedicata a un non meglio specificato fair friend ("bell'amico", sonetti 1-126), la seconda a una dark lady ("donna misteriosa", sonetti 127-154); tra questi possiamo poi individuare la sequenza del "poeta rivale" (sonetti 76-86).
Un terzo poema narrativo, A Lover's Complaint, attribuito a Shakespeare dalla maggior parte degli studiosi, venne stampato e inserito nella prima edizione dei Sonetti nel 1609. Nel 1599, due prime stesure dei sonetti 138 e 144 vennero incluse ne Il pellegrino appassionato, pubblicato sotto il nome di Shakespeare ma senza il suo permesso. La fenice e la tortora, pubblicato in appendice a Love's Martyr, un poema di Robert Chester, è conosciuto come uno dei suoi lavori più oscuri e ha portato a molti conflitti interpretativi.
- Sonetti (1591-1604)
- Venere e Adone (1592–1593)
- Lo stupro di Lucrezia (1594)
- A Lover's Complaint (1595-1596)
- Il pellegrino appassionato (1599)
- La fenice e la tortora (1600-1601)

### Opere apocrife

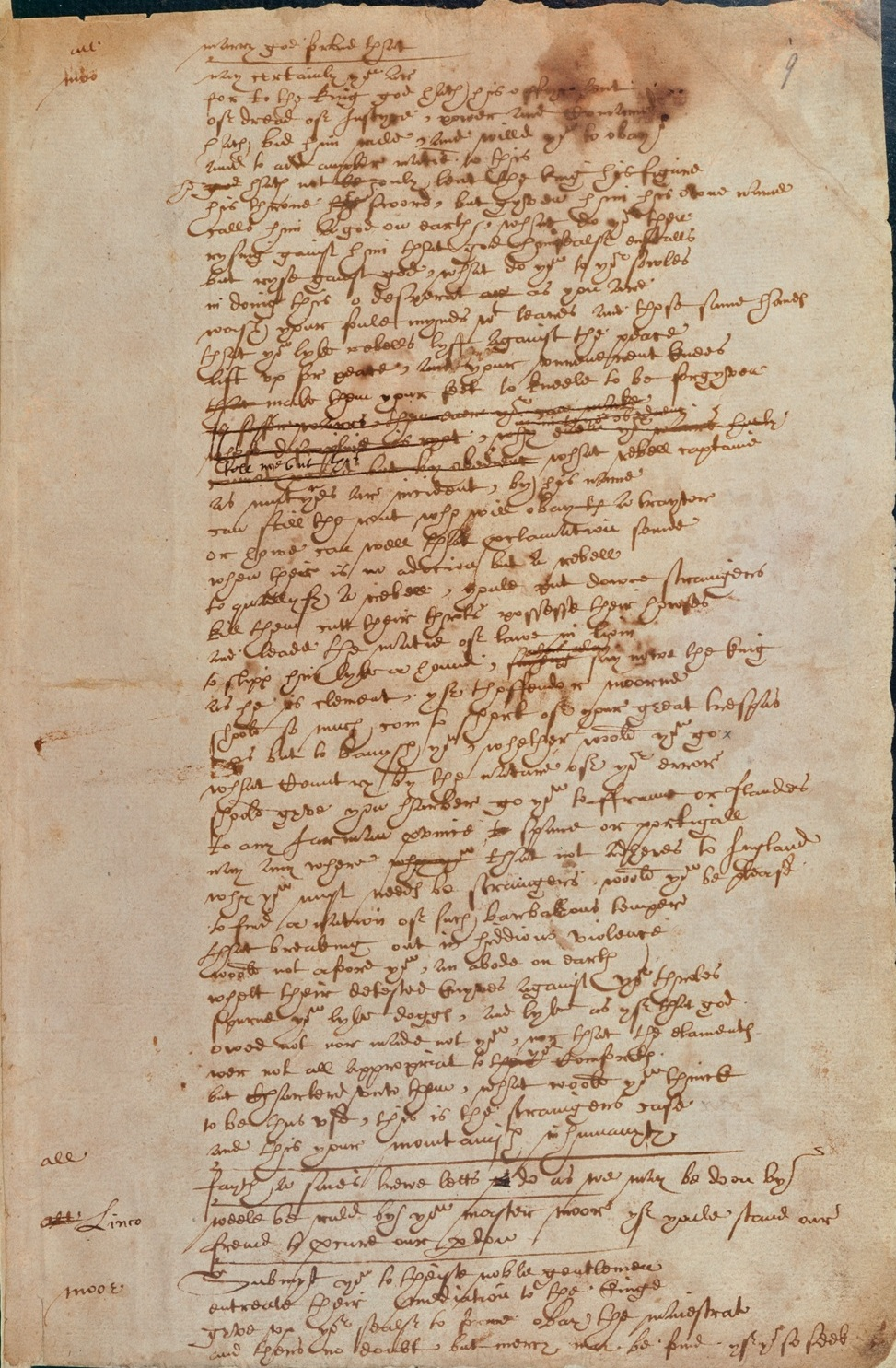
Pagina del Sir Tommaso Moro scritta dalla "Mano D", considerata l'unico esempio pervenutoci della scrittura di Shakespeare

Nel corso degli anni, un gruppo di opere teatrali e poetiche è stato talvolta attribuito a Shakespeare, anche se il dibattito sulla paternità di questi lavori è ancora aperto. Questa incertezza è dovuta alla mancanza di alcune opere all'interno del First Folio e del Palladis Tamia di Francis Meres. Tra queste vi sono Arden of Feversham, dramma del 1592 attribuito in parte a Shakespeare, che lo mise in scena almeno una volta insieme ai The Lord Chamberlain's Men, Edoardo III, opera edita anonimamente nel 1596, scritta almeno in parte, secondo gli studiosi, da Shakespeare, Locrine, pubblicata nel 1595 con la scritta "Appena redatta, supervisionata e corretta da WS", Sir John Oldcastle, edita nel 1600, per la quale Shakespeare fu indicato subito come l'autore (il diario di Philip Henslowe riporta invece che il lavoro fu opera di altri quattro scrittori), Thomas Lord Cromwell, che venne data alle stampe nel 1602 e della quale, secondo moderni studi, il Bardo non contribuì alla stesura e To the Queen, poesia ritenuta l'epilogo di Come vi piace.
The London Prodigal venne stampata nel 1605 sotto il nome di Shakespeare, anche se, secondo alcuni studiosi, manca di alcuni elementi tipici delle opere shakespeariane, mentre The Puritan, A Yorkshire Tragedy e The Second Maiden's Tragedy, pubblicate rispettivamente nel 1607, nel 1608 e nel 1611 e attribuite a "W.S.", vennero in seguito ritenute tutte di Thomas Middleton. Tra gli scritti apocrifi del Bardo vi sono anche The Birth of Merlin, pubblicata nel 1662 come opera del Bardo e di William Rowley, ma scritta probabilmente nel 1622, sei anni dopo la morte di Shakespeare, e Sir Tommaso Moro, dramma incappato subito nella censura che ne impose numerosi tagli; tre delle pagine di quest'opera possono essere state scritte da Shakespeare e rappresentare quindi, l'unico documento autografo del Bardo (fatta eccezione per le firme poste su alcuni documenti) arrivato in età contemporanea.
Diverse sono le opere attribuite a Shakespeare andate perdute; Cardenio (The History of Cardenio) è una commedia messa in scena dai King's Men nel 1613. Il libraio Humphrey Moseley inserì l'opera nel 1653 nello Stationers' Register, attribuendola a Shakespeare e a John Fletcher. Il contenuto della commedia, la cui esistenza è attestata da diversi documenti, non è conosciuto, ma era probabilmente basato sulle disavventure che coinvolgevano il personaggio Cardenio del Don Chisciotte. Nel Palladis Tamia, Meres inserì nella lista di opere di Shakespeare Pene d'amore vinte (Love's Labour's Won); alcuni lo ritengono un lavoro a noi non giunto, altri considerano la citazione di Meres un titolo alternativo di una commedia del Bardo a noi giunta. Alcuni studiosi ipotizzano inoltre la pubblicazione di Ur-Hamlet, una prima versione di Amleto.

### Edizioni e pubblicazioni

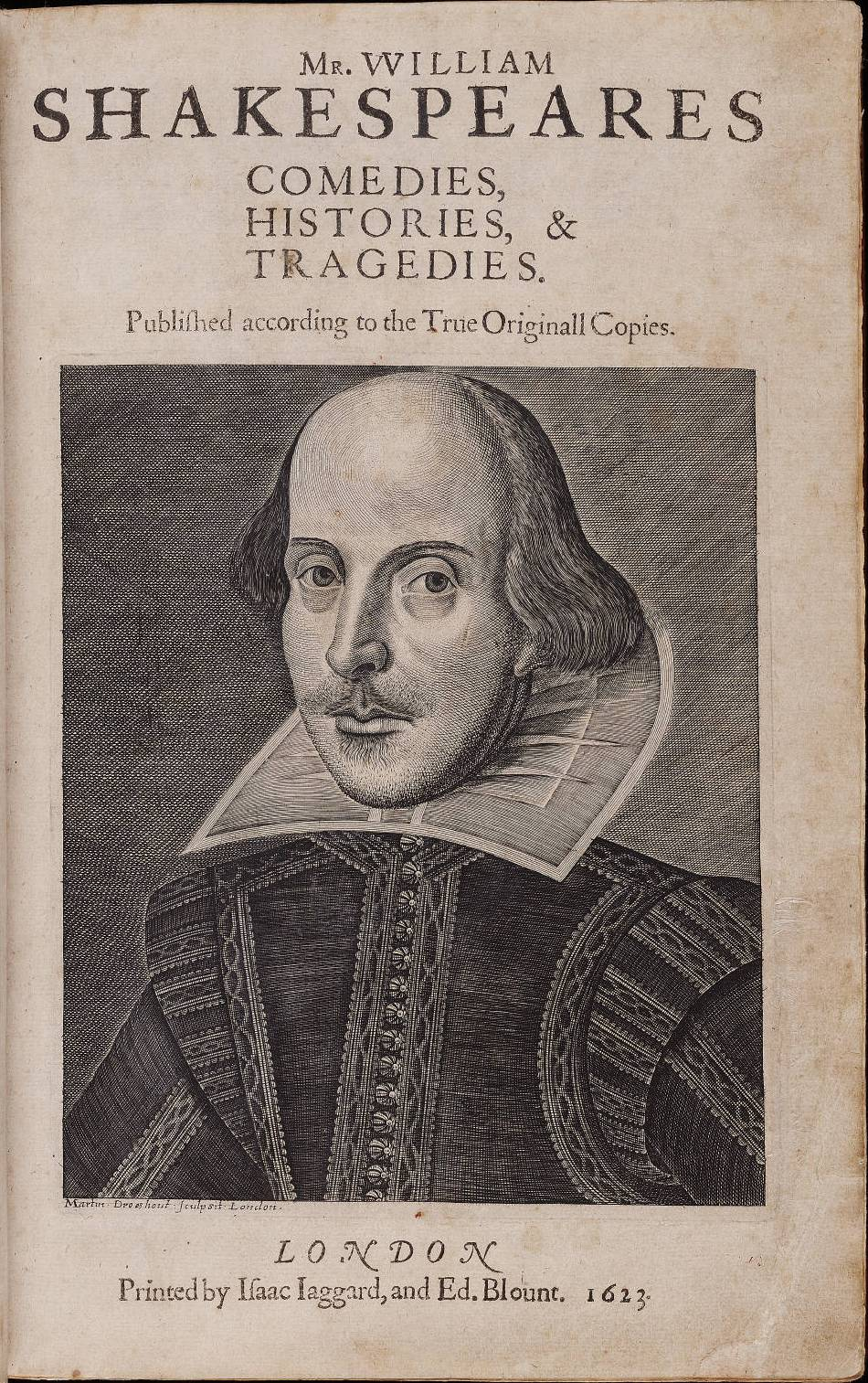
Frontespizio del First Folio

A differenza del suo contemporaneo Ben Jonson, Shakespeare non ha partecipato alla redazione e pubblicazione delle sue opere. Infatti, fatta eccezione per due poemetti giovanili (Venere e Adone e Lo stupro di Lucrezia), il Bardo non si è mai curato di dare alle stampe le proprie opere; d'altra parte a quel tempo non vi era interesse a farlo, poiché le opere teatrali erano di proprietà della compagnia e pubblicarle avrebbe significato mettere nelle mani di compagnie rivali i propri copioni. I testi esistenti sono solitamente trascrizioni effettuate dopo le prime rappresentazioni oppure provengono direttamente dal manoscritto autografato dello scrittore o dagli stessi copioni.
Le prime stampe furono destinate a un pubblico popolare e le copie erano fatte senza particolari accorgimenti estetici. Il formato utilizzato è chiamato in quarto, le cui pagine sono ottenute piegando i fogli stampati in quattro parti; talvolta le pagine non erano ordinate correttamente. La seconda edizione fu destinata a un pubblico più agiato, comportando quindi una maggiore attenzione per la presentazione; per questa stampa fu utilizzato il formato in folio.
Nel 1598 Francis Meres pubblicò Palladis Tamia, primo resoconto critico delle opere di Shakespeare di natura enciclopedica, importante per la ricostruzione della cronologia dei drammi shakespeariani. Mr. William Shakespeare's Comedies, Histories & Tragedies, conosciuta comunemente come First Folio, fu la prima raccolta delle opere di Shakespeare, pubblicata nel 1623 a cura di John Heminges e Henry Condell; contiene 36 testi, di cui 18 stampati per la prima volta, elencati come tragedie, commedie e drammi storici. Il First Folio, che non comprende né poesie né poemi, rappresenta la sola fonte attendibile per circa venti opere e comunque una fonte molto importante anche per molte di quelle già pubblicate in precedenza. Due opere non sono incluse nel First Folio: I due nobili congiunti e Pericle, principe di Tiro, tuttavia accettate come parte del canone shakespeariano, dal momento che numerosi studiosi hanno concordato sul notevole contributo di Shakespeare nella loro composizione.
La ricerca dei testi originali di Shakespeare è diventata una delle principali preoccupazioni degli editori moderni. Refusi, errori di battitura, interpretazioni sbagliate del copista, dimenticanze di interi versi sono presenti nell'in quarto e nel First Folio. Inoltre il drammaturgo spesso scriveva utilizzando ortografie diverse anche per la stessa parola, aggiungendo del suo alla confusione della trascrizione; gli studiosi devono dunque ricostruire i testi originali eliminandone gli errori. Critici moderni credono che lo stesso Shakespeare abbia rivisto le sue composizioni nel corso degli anni, facendo così coesistere versioni differenti di una determinata opera. Per arrivare a un testo accettabile, gli editori devono scegliere tra la prima e la versione rivista, che è generalmente più "teatrale"; in passato, gli editori risolvevano la questione con la fusione dei testi, ma per i critici questo processo è contrario alle intenzioni di Shakespeare.

## Stile

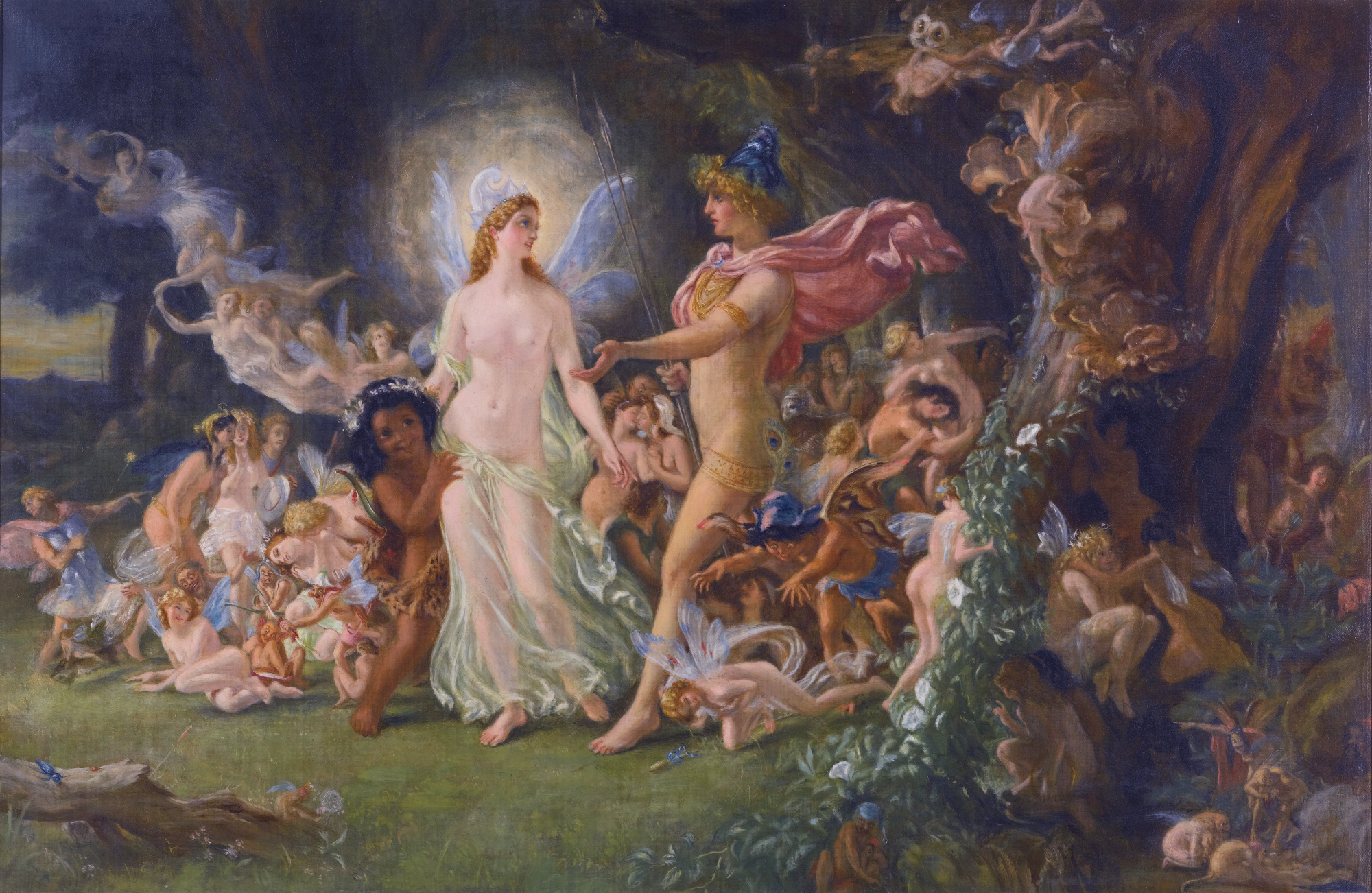
The Quarrel of Oberon and Titania, Joseph Noel Paton, 1849

Le prime opere di Shakespeare vennero scritte seguendo lo stile convenzionale dell'epoca, utilizzando un linguaggio stilizzato che non sempre è funzionale ai personaggi e alle opere. La poesia si basa su estese ed elaborate metafore e il linguaggio è spesso retorico, scritto appositamente per declamare piuttosto che per parlare. Ben presto, però, Shakespeare cominciò ad adeguare lo stile tradizionale ai propri fini, riuscendo a coniugare le convenzioni e la scrittura del passato alle esigenze del pubblico; nel periodo della pubblicazione di Romeo e Giulietta, probabilmente il migliore esempio di mescolanza dei due stili, di Riccardo II e di Sogno di una notte di mezza estate, Shakespeare aveva iniziato a scrivere una poesia più naturale e scorrevole, in cui comico e tragico coesistono nello stesso testo, relazionando le metafore e le figure retoriche alle esigenze dell'opera. L'originalità di Shakespeare non era negli intrecci, ma nell'ampiezza di respiro con cui faceva propri gli apporti più diversi.
La forma poetica standard utilizzata da Shakespeare è il blank verse, mutuato nella letteratura inglese dalla tradizione classica tra XIII e XIV secolo e adottato anche da Christopher Marlowe; questo è composto da un sistema giambico a cinque accenti (pentametro giambico). Questo significava che i suoi versi, costituiti solitamente da dieci sillabe, lasciando l'accento su ogni seconda sillaba, non erano in rima; tuttavia le frasi tendono a coincidere con le righe, aumentando il rischio di una lettura monotona. Il blank verse delle sue prime opere è piuttosto diverso da quello dei suoi lavori più maturi, riuscendo a modificare il ritmo delle sue opere, dando così maggiore forza, flessibilità e importanza ai propri versi.
Dopo Amleto, Shakespeare modificò ulteriormente il suo stile poetico, in particolare nei passaggi più emotivi delle tragedie, sottolineando inoltre l'illusione del teatro. Il critico letterario A.C. Bradley ha descritto questo stile come "più concentrato, veloce, vario e meno regolare nella costruzione, non di rado contorta o ellittica". Nell'ultima fase della sua carriera, Shakespeare adottò molte tecniche letterarie per raggiungere questi effetti; tra queste vi sono gli enjambement, pause irregolari e notevoli variazioni nella struttura della frase e nella lunghezza dei versi, riuscendo a coinvolgere maggiormente il pubblico. Le opere della maturità, con le variazioni della sequenza cronologica degli eventi e i colpi di scena nella trama, sono invece caratterizzate da frasi lunghe e brevi in sequenza, dall'inversione tra oggetto e soggetto e dall'omissione di parole, creando così maggiore spontaneità. Shakespeare fu in grado di combinare il suo genio poetico con un senso pratico del teatro, strutturando le trame delle sue opere per creare vari centri di interesse e per mostrare diversi possibili punti di vista, senza schemi preordinati.

### Fonti letterarie

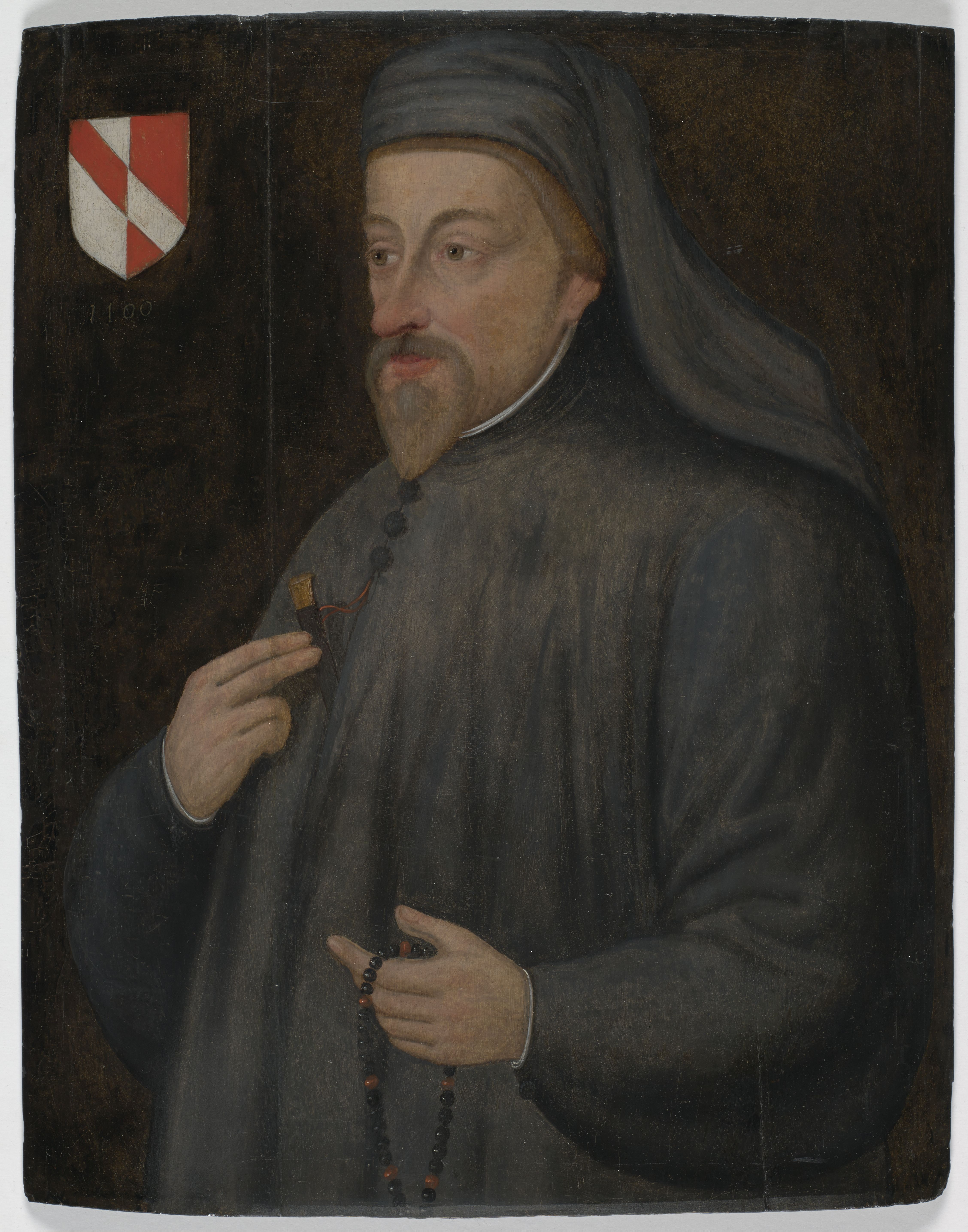
Geoffrey Chaucer, padre della letteratura inglese, a cui Shakespeare attinse per Troilo e Cressida e Due nobili cugini

La grande maggioranza dei lavori di Shakespeare sono rielaborazioni di opere precedenti; inoltre, non raro è il caso in cui Shakespeare attinga a gruppi separati di narrazioni per intrecciarle tra loro. Il primo punto di riferimento sono evidentemente le opere dei contemporanei, in particolare le opere del teatro elisabettiano. Alcuni esempi di opere utilizzate come fonte d'ispirazione sono i romances Rosalynde di Thomas Lodge per Come vi piace, Pandosto o il trionfo del tempo di Robert Greene per Il racconto d'inverno, Arcadia di Philip Sidney per Re Lear, I due gentiluomini di Verona e Come vi piace, oltre alle opere di autori stranieri riproposte da autori inglesi, come The tragical History of Romeus and Juliet di Arthur Brooke, riproposizione di una novella di Matteo Bandello rifacentesi a quella omonima di Luigi da Porto, per Romeo e Giulietta o il romanzo pastorale Diana Enamorada di Jorge de Montemayor, tradotto in inglese da Bartolomew Yong, per I due gentiluomini di Verona e per Sogno di una notte di mezza estate. Anche Geoffrey Chaucer venne utilizzato da Shakespeare per Troilo e Cressida e Due nobili cugini.
Per i drammi storici la fonte principale sono le imponenti compilazioni cronologiche degli storici Tudor. La prima opera utilizzata da Shakespeare per i suoi drammi storici fu The Union of the Two Noble and Illustre Families of Lancastre and Yorke di Edward Hall, tuttavia "ben presto Shakespeare avrebbe abbandonato l'opera di Hall a favore delle più ricche e pittoresche Chronicles of England, Scotland and Ireland di Raphael Holinshed". Oltre che ai drammi storici, queste cronache fornirono spunti importanti anche per Macbeth, Cimbelino e Re Lear. Sia Hall sia Holinshead hanno spesso attinto dalla Anglicae Historiae Libri XXVI dei Polidoro Virgili. Altre opere storiche certamente utilizzate da Shakespeare furono la Historia Regum Britanniae redatta in latino da Goffredo di Monmouth nel 1130 e poi ripresa da altri autori compreso Holinshed, utilizzata per Re Lear e Cimbelino, e le Gesta Danorum di Saxo Grammaticus, fonte principale dell'Amleto.
Numerose sono le riproposizioni di storie e tematiche presenti nella novellistica italiana; tuttavia è probabile che Shakespeare sia arrivato a conoscenza di tali storie solo attraverso la mediazione di traduzioni e adattamenti francesi e inglesi. Le novelle di Matteo Bandello furono utilizzate per Romeo e Giulietta, Molto rumore per nulla e La dodicesima notte, mentre alcuni spunti del Decameron di Giovanni Boccaccio sono rintracciabili in Tutto è bene quel che finisce bene e nel Cimbelino. La traduzione inglese delle 100 novelle degli Hecatommithi di Giambattista Giraldi Cinzio servì a Shakespeare per alcuni elementi di Misura per misura e una novella in particolare fu la fonte principale dell'Otello Il Pecorone di Giovanni Fiorentino servì per Le allegre comari di Windsor e per Il mercante di Venezia. La novella Le piacevoli notti di Gianfrancesco Straparola servì anch'essa per Le allegre comari di Windsor. La traduzione inglese di George Gascoigne de I suppositi di Ludovico Ariosto servì per La bisbetica domata. Gl'ingannati, una commedia italiana allestita a Siena dall'Accademia degli Intronati nel 1531 e stampata a Venezia nel 1537, fornì la guida principale per la vicenda amorosa de La dodicesima notte. La traduzione inglese di Thomas Hoby de Il Cortegiano di Baldassare Castiglione fu certamente letta da Shakespeare, attingendoci per Molto rumore per nulla.

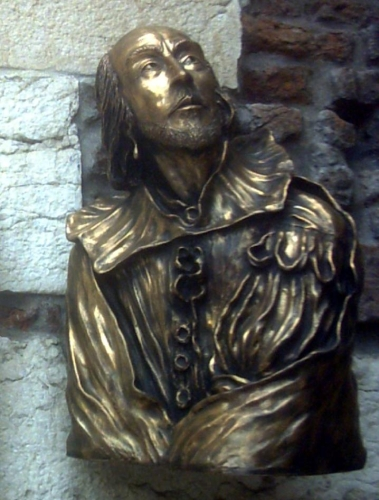
Bronzo di Shakespeare a Verona

Shakespeare probabilmente non conosceva il greco, tuttavia aveva studiato il latino e letto i classici come Seneca alla King's New School di Stratford, non c'è da stupirsi pertanto che molti spunti delle sue opere provengono da autori antichi. Le Vite parallele di Plutarco fornirono la fonte principale del Giulio Cesare, Antonio e Cleopatra, Coriolano e del Timone d'Atene; non conoscendo il greco è probabile che Shakespeare abbia utilizzato la traduzione di Thomas North Plutarch's Lives of the noble Grecians and Romans stampata nel 1579 e nel 1595. I Menaechmi di Plauto servirono invece come spunto per La commedia degli errori e La dodicesima notte; la Mostellaria servì invece per La bisbetica domata. Le tragedie di Seneca fornirono alcuni elementi del Tito Andronico. Ovidio era il modello dichiarato dei due poemetti giovanili di Shakespeare, Venere e Adone e Lo stupro di Lucrezia. Le metamorfosi riecheggiano anche in Tito Andronico, La commedia degli errori, Le allegre comari di Windsor, Sogno di una notte di mezza estate (con la vicenda di Piramo e Tisbe), Troilo e Cressida e La tempesta.

### Temi del teatro di Shakespeare
Sono temi ricorrenti nel teatro di Shakespeare: l'amore (passione disperata in Otello, passione sensuale in Romeo e Giulietta), la lotta per il potere, il problema della giustizia, la morte, il carattere illusorio e la fugacità della vita, la precarietà dell'esistenza con i frequenti motivi dell'oscura presenza della morte e del dubbio che sembrano dominare il cammino terreno dell'uomo (si pensi al celeberrimo monologo di Amleto "Essere o non essere, questo è il problema", scritto nella prima scena del terzo atto). Il tema della lotta per il potere è frequente (Amleto, Macbeth, Re Lear) anche per il fatto che l'autore vive in un'epoca in cui predomina la monarchia assoluta che, se da una parte può assicurare l'ordine e la prosperità, dall'altra crea grande brama di potere e di potenza, nonché rivalità, invidie, gelosie.
Altri temi fondamentali sono la presentazione dei sentimenti e degli stati d'animo umani nella loro varietà e complessità, senza escludere i problemi morali e psicologici nonché gli stati anomali della mente quali le contraddizioni nel comportamento, l'inquietudine, la follia (quest'ultima presente, ad esempio, in Amleto). Dalla tradizione popolare e medievale Shakespeare accoglie poi la dimensione fantastica e irrazionale (gli spettri in Amleto e Macbeth, le streghe in Macbeth, i folletti in La tempesta, fate ed elfi nel Sogno di una notte di mezza estate, ecc.). Tali figure soprannaturali rappresentano le angosce e le colpe insite nell'animo umano. L'"eroe" si presenta come una figura complessa che resta tale e spesso esce moralmente nobilitata anche dopo drammatici conflitti di coscienza e una sconfitta subita per opera degli eventi.
Il fato nella tragedia classica era una forza soprannaturale, superiore anche agli dei, capace di determinare la sorte degli uomini. Nel teatro di Shakespeare esso non è più presente in quanto cede il posto al carattere, alle libere scelte e ai conflitti interiori dell'individuo. Quanto alle figure femminili, esse assumono una notevole importanza: sono dotate di autonomia e di forte individualità. I loro caratteri e i loro comportamenti sono diversi: ad esempio la tenera Giulietta (Romeo e Giulietta), l'innocente Desdemona (Otello), l'intelligente Porzia (Il mercante di Venezia). Altre invece sono coinvolte nella lotta per il potere come la sinistra Lady Macbeth (Macbeth) o le due perfide figlie di Re Lear.
Il drammaturgo inglese da una parte è figlio del Rinascimento in quanto nelle sue opere interpreta l'uomo che afferma se stesso, la propria creatività e razionalità (antropocentrismo) contro i limiti posti dalla realtà e dal destino; d'altra parte egli è anche esponente della nuova sensibilità del barocco in quanto evidenzia le lacerazioni di coscienza dell'individuo, l'incertezza degli ideali, la mutevolezza della sorte, il mistero insondabile della vita accompagnato da un senso di smarrimento esistenziale. I drammi di Shakespeare si interrogano quindi sull'identità dell'uomo, sull'assurdità della vita, sui misteri profondi e inconfessabili dell'animo umano, senza però giungere a una verità unica capace di eliminare ansie e insicurezze. In Shakespeare troviamo poi un dubbio radicale, cioè se la vita, oltre a essere breve, fragile e minacciata dalla continua presenza della morte, sia anche un sogno, un'illusione: ne sono testimonianza due celebri affermazioni, una nel Macbeth (V, 5) ed una ne La tempesta (IV, 1).
Macbeth sostiene che "la vita è solo un'ombra che cammina, un povero commediante che si pavoneggia e si dimena per un'ora sulla scena e poi cade nell'oblio: la storia raccontata da un idiota, piena di rumore e di foga, che non significa nulla". Nella seconda opera citata, il principe Prospero dice: "noi siamo fatti della stessa sostanza dei sogni e la nostra breve vita è cinta di sonno". I personaggi del drammaturgo inglese tuttavia lasciano aperta la questione in quanto non forniscono una risposta definitiva a questa domanda contenente un'idea ricorrente nell'età barocca: si pensi al Don Chisciotte di Cervantes (realtà-illusione) e al capolavoro La vita è sogno del grande drammaturgo spagnolo Pedro Calderón de la Barca.

### Fortuna

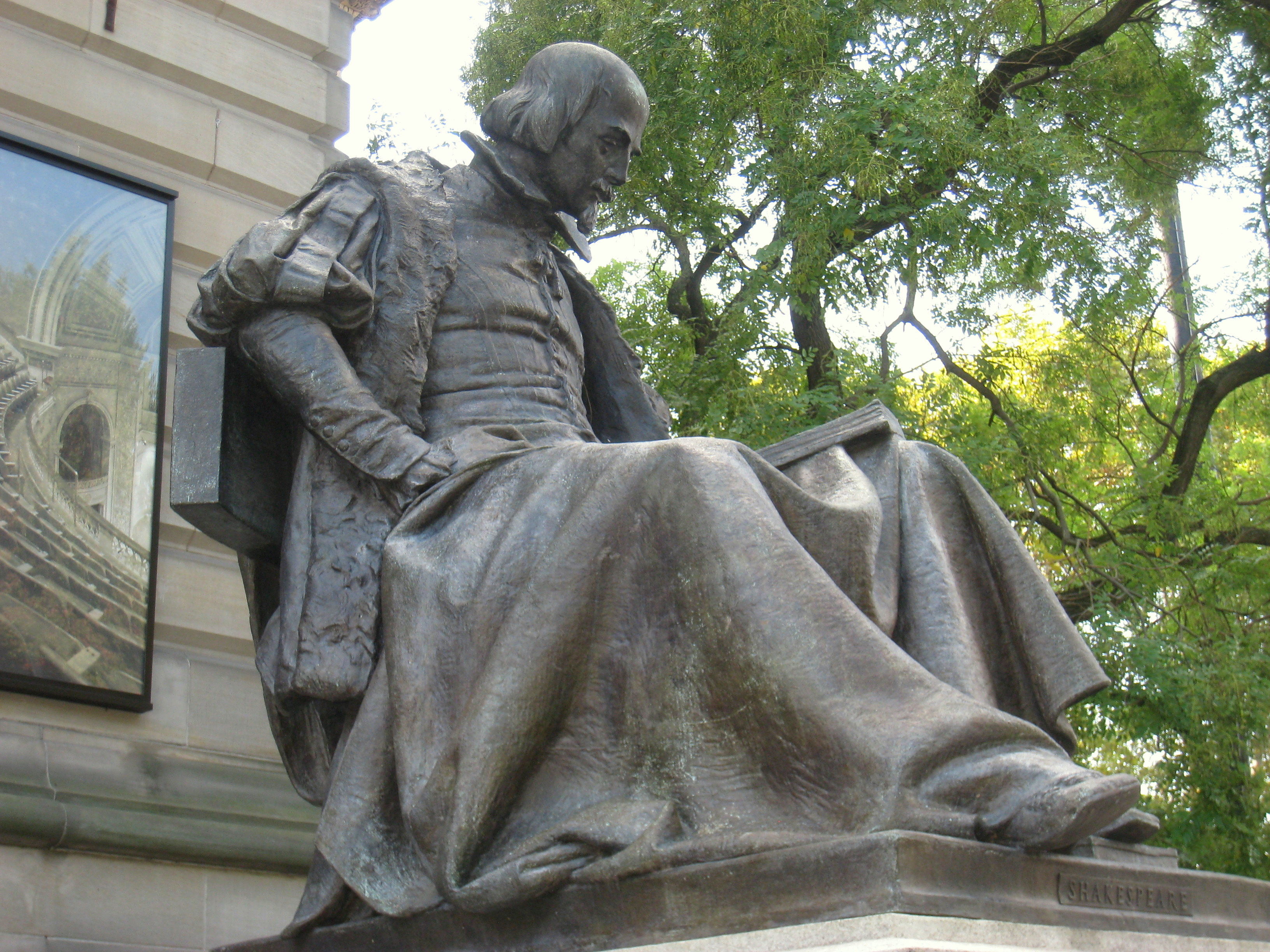
Statua di Shakespeare, opera di John Massey Rhind, situata presso il Carnegie Museum of Art di Pittsburgh

Durante la sua vita, benché non fosse venerato e apprezzato come dopo la morte, Shakespeare ricevette comunque numerose lodi per i suoi lavori. Nel 1598 Francis Meres lo ha inserito in un gruppo di scrittori inglesi, definiti come "i più eccellenti". Gli autori del Parnassus del St John's College di Cambridge lo paragonarono a Geoffrey Chaucer, a John Gower e a Edmund Spenser. Anche Ben Jonson, nel First Folio, dimostrò apprezzamento per le sue opere.
Tra la restaurazione inglese e la fine del XVII secolo l'apprezzamento per le idee e i modelli classici fece sì che i critici del tempo apprezzavano John Fletcher e Ben Jonson piuttosto che Shakespeare. Thomas Rymer, ad esempio, criticò il drammaturgo per la sua combinazione di comico e tragico; tuttavia, il poeta e critico John Dryden aveva grande considerazione di Shakespeare, dicendo di Jonson, "Lo ammiro, ma amo Shakespeare". Per alcuni decenni, il giudizio di Rymer non fu largamente diffuso, ma nel corso del XVIII secolo, i critici cominciarono a considerare l'importanza e il genio del Bardo. Una serie di critiche letterarie sulle sue opere, in particolare quella di Samuel Johnson del 1765 e di Edmond Malone del 1790, ha contribuito alla sua crescente reputazione. Nel 1800, Shakespeare divenne poeta nazionale. Tra il XVIII e il XIX secolo, la sua fama si diffuse anche all'estero; tra coloro che hanno apprezzato le sue opere vi sono Voltaire, Goethe, Stendhal e Victor Hugo.
Durante l'età romantica venne ulteriormente riconosciuta l'importanza dei lavori di Shakespeare; venne elogiato dal poeta e filosofo Samuel Taylor Coleridge, mentre il critico Wilhelm August von Schlegel tradusse le sue opere nello spirito del romanticismo tedesco. Nel XIX secolo, l'ammirazione critica per il genio di Shakespeare spesso scivolava in eccessi e nell'adulazione; i vittoriani misero in scena le sue opere in modo sontuoso e su larga scala. George Bernard Shaw definì il culto di Shakespeare come bardolatry ("bardolatria"), ritenendo che il nuovo naturalismo di Ibsen avesse fatto diventare le opere shakespeariane obsolete.
La rivoluzione modernista nelle arti del XX secolo utilizzò con entusiasmo i suoi testi al servizio dell'avanguardia. Gli espressionisti in Germania e i futuristi a Mosca organizzarono alcune rappresentazioni delle sue commedie; anche Bertolt Brecht mise in scena il suo teatro epico, influenzato dalle opere di Shakespeare. Il poeta e critico T. S. Eliot, insieme a G. Wilson Knight e al New Criticism, sostenne la necessità di una lettura più attenta di opere di Shakespeare. Il filosofo novecentesco Theodor W. Adorno, appassionato lettore ed analista della sua produzione, lo ha definito in suo saggio "Un incomparabile maestro della letteratura e delle arti di questo millennio... solo l'ultimo Beethoven ha condotto l'arte occidentale a un livello più profondo del suo". Negli anni cinquanta, nuovi approcci critici hanno aperto la strada a studi post-moderni sul bardo. Negli anni ottanta, le sue opere cominciarono a essere utilizzate per nuovi movimenti come lo strutturalismo, il femminismo, il New Historicism, gli studi afro-americani e queer.

## Influenza

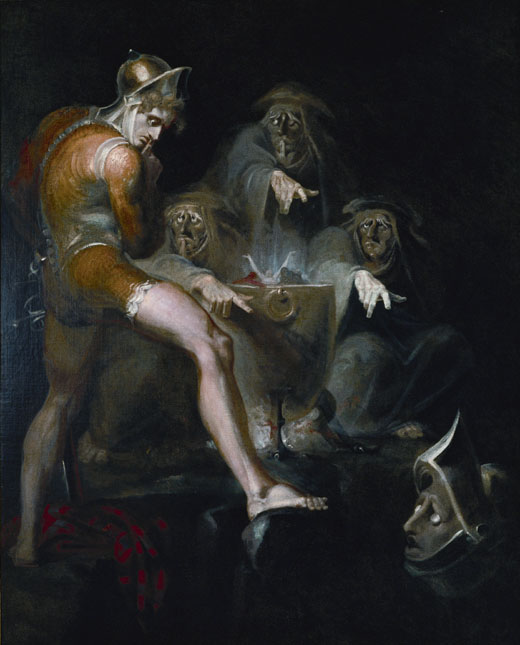
Macbeth Consulting the Vision of the Armed Head, Henry Fuseli, 1793–1794

I lavori di William Shakespeare hanno avuto una profonda influenza sul teatro e sulla letteratura successiva. In particolare, Shakespeare ampliò il potenziale drammatico della caratterizzazione dei personaggi, dell'intreccio e del linguaggio. Ad esempio, i monologhi erano generalmente utilizzati per fornire informazioni sui personaggi o gli eventi; Shakespeare, invece, li utilizzò per esplorare la mente dei personaggi.
Le sue opere influenzarono profondamente anche la letteratura poetica successiva. La poesia romantica tentò di far rivivere i versi drammatici shakespeariani, tuttavia con scarso successo. Il critico George Steiner descrisse tutti i versi drammatici inglesi da Coleridge a Tennyson come "flebili variazioni di temi shakespeariani". Shakespeare influenzò i romanzieri come Thomas Hardy, William Faulkner, e Charles Dickens. I monologhi del romanziere statunitense Herman Melville devono molto a Shakespeare: il suo Capitano Achab di Moby Dick è un classico eroe tragico, ispirato al King Lear. Alcune opere liriche sono direttamente collegate con i lavori di Shakespeare, tra cui tre lavori di Giuseppe Verdi, il Macbeth, l'Otello e il Falstaff. Shakespeare ha inoltre ispirato molti pittori, inclusi i romantici, tra cui Henry Fuseli, e i preraffaelliti.
Ai giorni di Shakespeare, la grammatica, l'ortografia e la pronuncia inglese erano meno standardizzati rispetto a oggi, e il suo utilizzo del linguaggio aiutò la formazione dell'inglese moderno. Samuel Johnson citò Shakespeare più spesso di qualsiasi altro autore nel suo dizionario di lingua inglese, il primo lavoro autorevole di questo tipo. Espressioni come "with bated breath" ("con il fiato sospeso", da Il mercante di Venezia) e "a foregone conclusion" ("una conclusione inevitabile", dall'Otello) sono ormai presenti nell'inglese di tutti i giorni.

### Nella cultura di massa

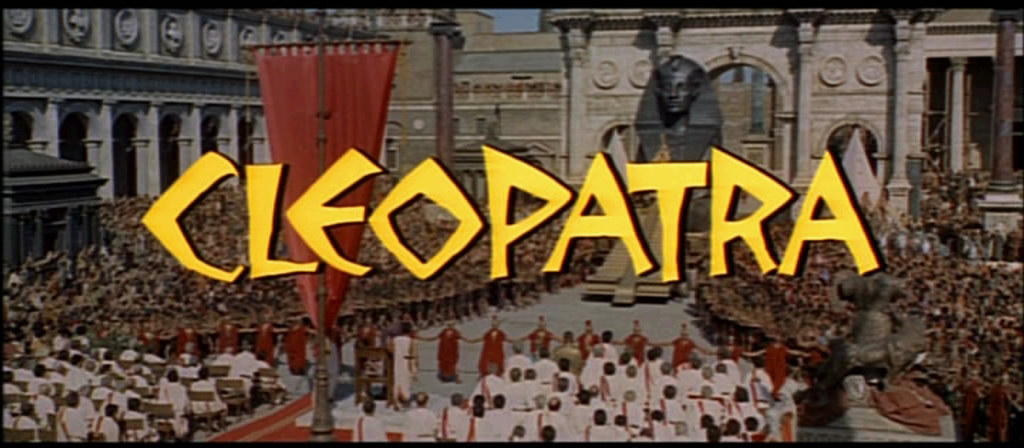
Screenshot di Cleopatra, film tratto da Antonio e Cleopatra

Diversi elementi degli scritti di Shakespeare sono stati spesso utilizzati nella cultura popolare come modelli stilistici, sia per le sceneggiature, sia per le ambientazioni, sia per i personaggi. Numerose sono le opere letterarie il cui titolo si basa su frasi del Bardo; Beds in the East di Anthony Burgess si riferisce ad Antonio e Cleopatra; Under the Greenwood Tree di Thomas Hardy a Come vi piace; Time Must Have a Stop di Aldous Huxley a Enrico IV; Band of Brothers di Stephen Ambrose a Enrico V; The Dogs of War di Frederick Forsyth e There is a Tide di Agatha Christie a Giulio Cesare; Twice-Told Tales di Nathaniel Hawthorne a Re Giovanni; Pomp and Circumstance di Noël Coward a Otello; The Winter of Our Discontent di John Steinbeck e Tomorrow in the Battle Think on Me di Javier Marías a Riccardo III; What's in a Name? di Isaac Asimov a Romeo e Giulietta; Absent in the Spring di Agatha Christie e Nothing Like the Sun di Anthony Burgess ai Sonetti; Brave New World di Aldous Huxley a La tempesta; Pale Fire di Vladimir Nabokov a Timone d'Atene e Cakes and Ale di William Somerset Maugham e Sad Cypress di Agatha Christie a La dodicesima notte; Brief Candles di Aldous Huxley, By the Pricking of My Thumbs di Agatha Christie, The Moon is Down di John Steinbeck, Something Wicked this Way Comes di Ray Bradbury, The Sound and the Fury di William Faulkner, Tomorrow and Tomorrow and Tomorrow di Kurt Vonnegut, Wyrd Sisters di Terry Pratchett a Macbeth; The Glimpses of the Moon di Edith Wharton; There are More Things di Jorge Luis Borges, Time Out of Joint di Philip K. Dick, Mortal Coils di Aldous Huxley, Infinite Jest di David Foster Wallace ad Amleto.
Altre opere shakespeariane sono state di grande influenza per diversi poeti, soprattutto in lingua inglese, come Childe Roland to the Dark Tower Came di Robert Browning, Macbeth per Out, Out— di Robert Frost, Amleto per Very Like A Whale di Ogden Nash e La tempesta per Full Fathom Five di Sylvia Plath. Anche diverse rappresentazioni teatrali hanno attinto in qualche modo alle opere del Bardo, in particolare Amleto; la tragedia venne infatti utilizzata, tra gli altri, come base le sceneggiature da Ivor Novello per il musical Perchance to Dream, da Agatha Christie per The Mouse Trap, da Tom Stoppard per Rosencrantz & Guildenstern Are Dead e da Elmer Rice per Cue for Passion. Inoltre Journey's End di R.C. Sherriff si basa su Otello, The Isle Is Full of Noises di Derek Walcott su La tempesta e Present Laughter di Noël Coward e Improbable Fiction di Alan Ayckbourn su La dodicesima notte. Si ipotizza inoltre che oltre 20 000 brani musicali sono collegati con i lavori di Shakespeare.
Il cinema è uno dei campi che ha maggiormente risentito dell'opera di Shakespeare, sia in forma integrale sia come adattamenti. Romeo e Giulietta è l'opera che è stata riprodotta sul grande schermo il maggior numero di volte; tra gli adattamenti più famosi vi sono Giulietta e Romeo (1936), Giulietta e Romeo (1954), West Side Story, Romeo e Giulietta (1968), Romeo + Giulietta di William Shakespeare, Shakespeare in Love e Romeo and Juliet (2013). Tra le altre pellicole che hanno tratto dai lavori del Bardo vi sono Falstaff da Le allegre comari di Windsor; Amleto (1948), Amleto (1964), Amleto (1990) e Amleto (1996) da Amleto; Cleopatra da Antonio e Cleopatra; La bisbetica domata e 10 cose che odio di te da La bisbetica domata; Belli e dannati da Enrico IV; Enrico V (1944) e Enrico V (1989) da Enrico V; Macbeth (1948), Il trono di sangue, Macbeth (1971), Macbeth (2015) da Macbeth; Otello (1951), Otello (1965), Otello (1995) e O come Otello da Otello; Ran da Re Lear; Riccardo III (1955), Riccardo III (1995) e Riccardo III - Un uomo, un re da Riccardo III; Sogno di una notte di mezza estate (1935), Sogno di una notte di mezza estate (1999) e Una commedia sexy in una notte di mezza estate da Sogno di una notte di mezza estate; Titus da Tito Andronico. Come vi piace, La dodicesima notte, Giulio Cesare, Il mercante di Venezia, Molto rumore per nulla, Pene d'amore perdute e La tempesta sono invece adattamenti delle rispettive opere.

## Teorie su Shakespeare

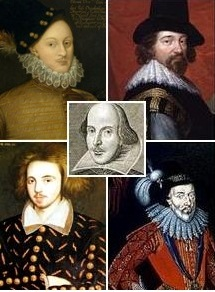
I principali quattro candidati alternativi all'attribuzione delle opere di William Shakespeare (al centro). In senso orario, da sinistra in alto: Edward de Vere, Francis Bacon, William Stanley e Christopher Marlowe.

### Attribuzione e identità
La maggior parte degli studiosi shakespeariani ritiene senza alcun dubbio che lo Shakespeare nato a Stratford on Avon sia l'autore materiale delle opere che gli furono attribuite. Tuttavia, a causa della scarsità di notizie sulla sua vita, la sua istruzione, assenza di documenti o lettere a lui intestate, sono stati avanzati diversi dubbi sull'identità del drammaturgo. A partire dal XVIII secolo questi temi sono stati ampiamente e intensamente dibattuti da studiosi e non. In campo accademico, tali ipotesi non hanno avuto riconoscimenti dagli studiosi shakespeariani.
In particolare, come autore delle opere shakespeariane sono state avanzate le candidature di Francis Bacon, celebre filosofo e scrittore, che avrebbe scritto le opere teatrali sotto uno pseudonimo; di Christopher Marlowe, autore teatrale, morto nel 1593, ma che secondo alcuni avrebbe svolto attività di spionaggio per la corona e avrebbe continuato la propria attività letteraria con un falso nome; di Edward de Vere, 17º conte di Oxford, colto nobiluomo della corte elisabettiana che avrebbe continuato la propria giovanile attività poetica sotto uno pseudonimo per motivi di decoro oppure di William Stanley, sesto Conte di Derby, genero di Edward de Vere.
Altre ipotesi hanno messo in discussione l'identità inglese stessa di William Shakespeare, per cui il bardo sarebbe da identificarsi con il linguista e scrittore di origini italiane Giovanni Florio, conosciuto come John. Diversi studi hanno approfondito l’influenza di Giovanni Florio sulle opere shakespeariane. John Florio ha coniato per la lingua inglese 1.149 parole e diversi proverbi e frasi scritti da John Florio compariranno in seguito nelle opere di William Shakespeare e diversi neologismi creati da Florio compariranno per la prima volta nel First Folio di Shakespeare. Inoltre, tre frasi di Florio diventarono titoli di tre commedie shakespeariane. John Florio è stato proposto come redattore del First Folio da alcuni studiosi di Shakespeare, tra cui Saul Frampton e Stuart Kells. Alcuni studiosi evidenziano altresì la presenza di numerosi vocaboli e/o espressioni dantesche presenti nell'opera di Shakespeare (che non conosceva l'italiano). John Florio, dottissimo umanista, conosceva bene la letteratura italiana e mondiale: si sostiene che questa attribuzione possa spiegare la raffinata cultura presente nei testi del Bardo.

### Credo religioso
Alcuni studiosi affermano che i membri della famiglia Shakespeare fossero cattolici; sua madre, Mary Arden, proveniva infatti da una famiglia cattolica. Nel 1757, nella casa del padre di Shakespeare, fu trovato un testamento cattolico firmato da John Shakespeare; sebbene ne sia stato tramandato il contenuto, il testamento è stato perduto, pertanto gli studiosi discutono ancora della sua autenticità. Nel 1591 le autorità più volte riportarono che John Shakespeare non andava alla funzione domenicale "per paura di essere processato per debiti", una comune scusa utilizzata dai cattolici per evitare di seguire le cerimonie protestanti; tuttavia, molti documenti sembrano indicare che effettivamente all'epoca John Shakespeare avesse problemi economici. Nel 1606 il nome della figlia di Shakespeare, Susanna, apparve in una lista di persone che non presero la comunione durante la Pasqua di quell'anno.
Gli studiosi hanno trovato prove sia a favore sia a sfavore del cattolicesimo di Shakespeare nelle sue opere, ma la verità sembra impossibile da trovare nell'uno e nell'altro caso. Rowan Williams, arcivescovo di Canterbury e primate della Comunione Anglicana, che è anche uno studioso di letteratura, ha comunicato durante l'Hay Festival in Galles del 2011: "Non penso che questo ci debba interessare molto, se posizionarlo tra i cattolici o i protestanti. Ma per quel che vale, penso che egli avesse probabilmente un retroterra cattolico e molti amici cattolici".

### Il volto di Shakespeare
Numerosi sono i dipinti o le sculture che raffigurano William Shakespeare, tuttavia nella maggior parte dei casi si tratta di opere posteriori alla sua morte, realizzate da artisti che mai videro il vero volto di Shakespeare.
Un tempo l'unica raffigurazione di cui era accettato il valore documentario è la statua del monumento funebre a Stratford, ma la forma attuale risulta solamente dopo il 1720, in quanto precedentemente aveva dettagli diversi dalle caratteristiche attuali (nel monumento originale Shakespeare non teneva in mano una penna e un libro ma si appoggiava a un sacco di grano). La celebre incisione presente sul First Folio del 1623 è di fatto posteriore di alcuni anni alla morte di Shakespeare. Tra i ritratti la cui attendibilità è discussa possiamo ricordare il Ritratto Chandos, il ritratto dell'Ely Palace, il ritratto Flowers, la maschera mortuaria Kesselstadt, il ritratto di Cornelius Janssen, la miniatura di Nicholas Hilliard e il recente Ritratto Cobbe.